# Національний музей аеронавтики (Аргентина)
Національний музей аеронавтики (ісп. Museo Nacional de Aeronáutica — авіаційний музей в Мороні, Аргентина. Перебуває під управлінням ВПС Аргентини і призначений для збереження авіаційної історичної спадщини країни.

## Історія
Музей був заснований 13 січня 1960 року постановою президента 264/60, автором його ідеї і першим директором був Edmundo Civatti Bernasconi. Після завершення збору та організації експонатів він відкрив свої двері 27 травня 1962 року. Його перше місцезнаходження було в будівлі площею 3000 м², розташованому в столичному аеропорту Jorge Newbery міста Буенос-Айрес, де виставлялися літаки і різноманітна колекція предметів. Той факт, що він розташовувався на березі річки Ла-Плата, викликав значний знос літаків, які перебували на відкритому повітрі. У 1998 році був відкритий ангар «Mayor Ingeniero Aeronáutico Francisco de Arteaga», в якому зберігалися відреставровані експонати музею. У 2001 році експонати музею були перевезені в аеропорт міста Морон, де були всі необхідні ангари для захисту експонатів.

## Колекція

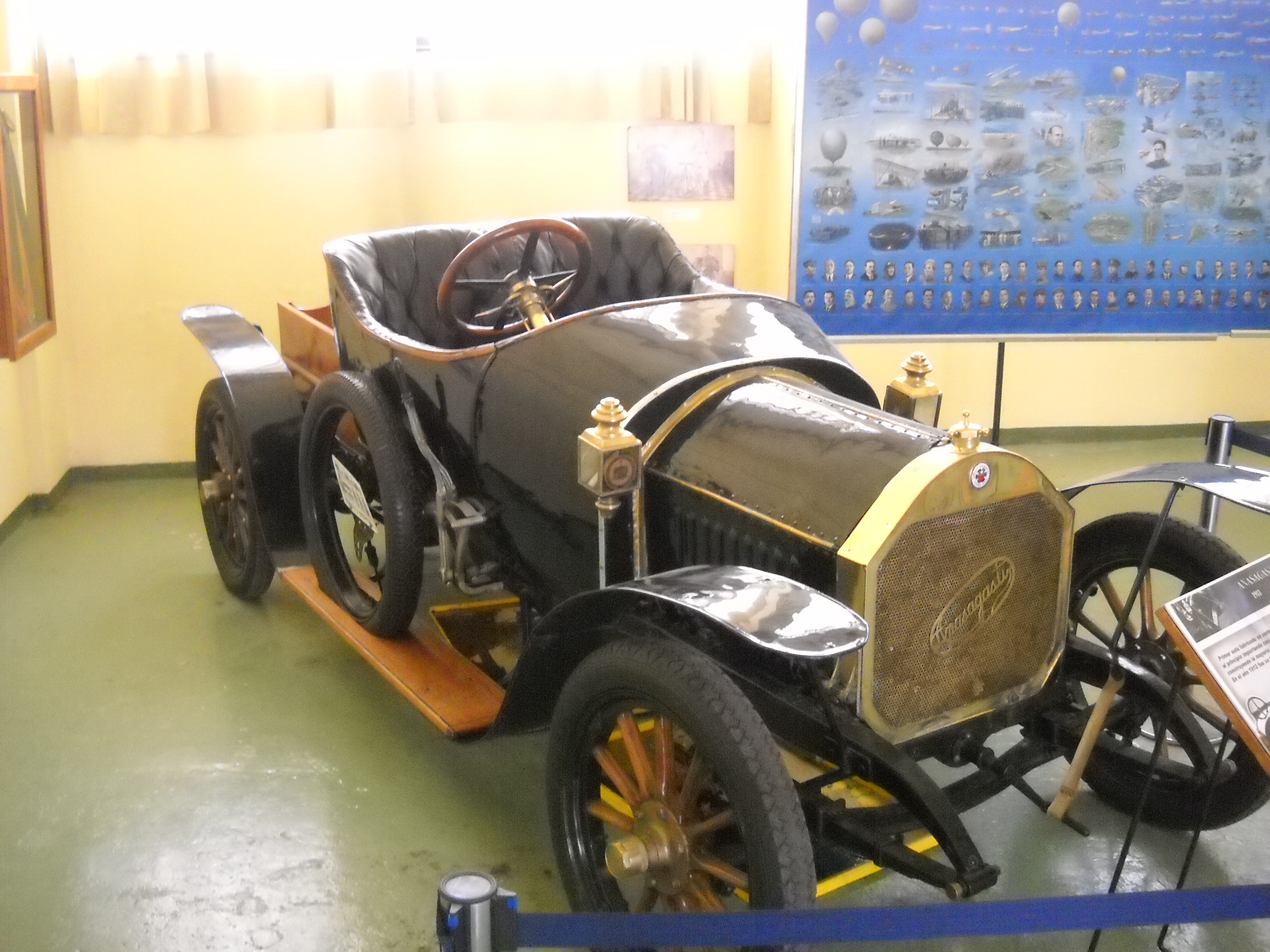
Anasagasti

Літаки
- Avro Lincoln

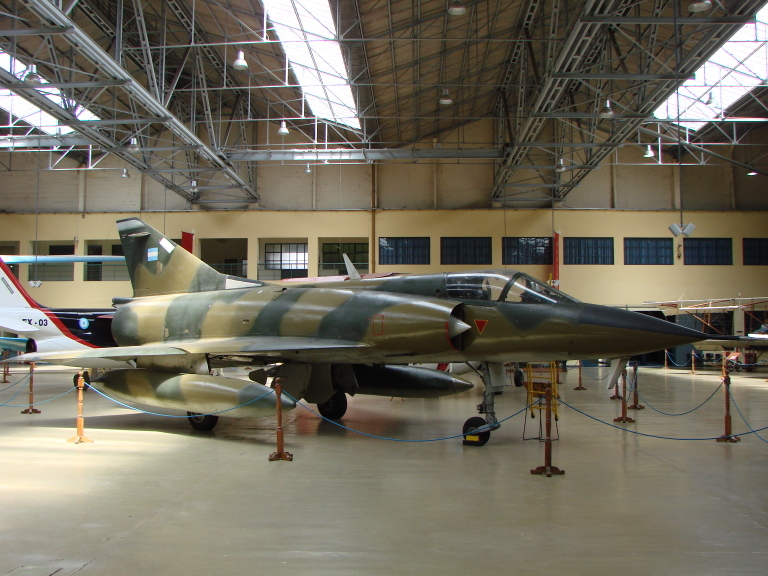
Mirage III

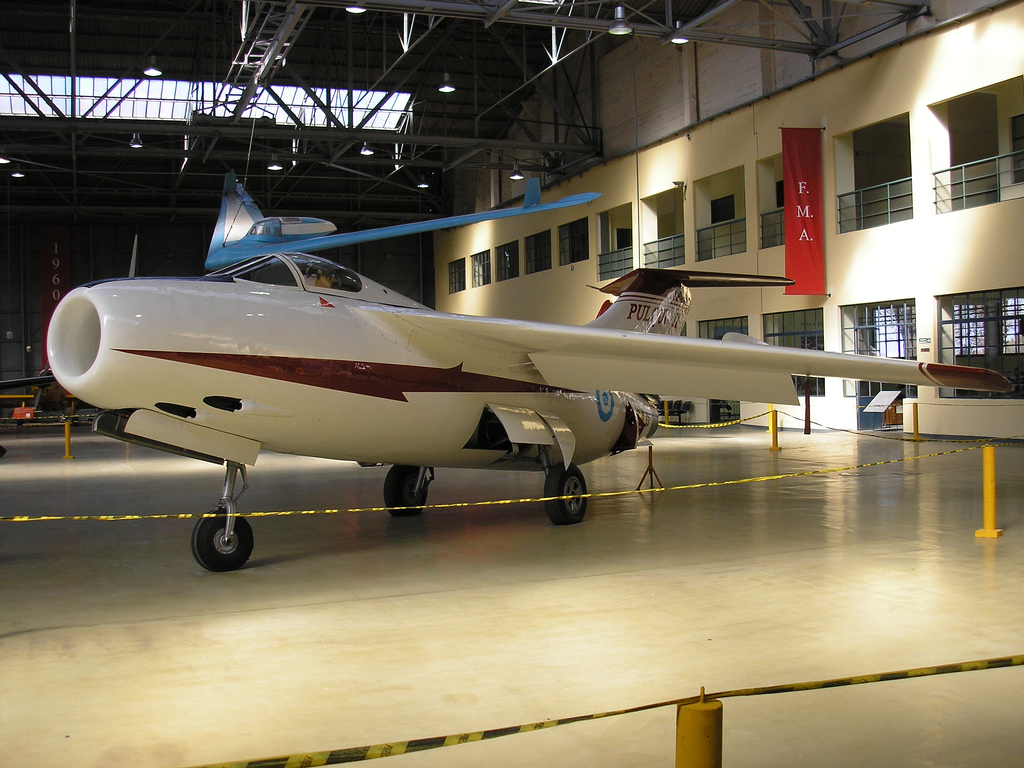
Pulqui II

- Boeing 737, подарований Aerolíneas Argentinas
- Bristol Freighter
- Dassault Mirage III
- Douglas A-4 Skyhawk
- Douglas DC-3
- English Electric Canberra — останній, який виконав місію у Фолклендській війні
- Fairchild Swearingen Metro II
- Fiat G.46
- FMA IA 22 DL, тренажер, побудований FAdeA[3]
- FMA IA 27 Pulqui I, перший реактивний літак, розроблений і побудований в Латинській Америці
- FMA IA 33 Pulqui II, перший реактивний винищувач, розроблений і побудований в Латинській Америці[4]
- FMA IA 41 Urubú, планер — літаюче крило, спроектований Реймаром Гортеном
- FMA IA 50 Guaraní II
- FMA IA 58 Pucará
- FMA IA 63 Pampa
- Focke Wulf FW-44J
- Gloster Meteor
- IAI Dagger
- Junkers Ju 52[5][6][7]
- Latécoère XXV, яким Антуан де Сент-Екзюпері керував для Aeroposta Argentina SA
- Max-Holste 1521 Broussard
- North American F-86 Sabre
- Vickers Viking 1B T-9[8]

Гелікоптери
- Bell UH-1 Huey
- Bolkow Bo 105
- Автожир Cierva C.30[9]
- Sikorsky S-55
- Sikorsky S-61R, що використовувався урядовою авіагрупою Аргентини[en] [10]

Інші експонати
- Автомобіль Anasagasti

## Відділи
Музей розділений на тематичні зали:
- Motores — авіаційні двигуни;
- Malvinas — включає в себе амфібію Grumman HU-16 Albatross[en], яка використовувалася у 1970-х роках для встановлення лінії маршруту між Комодоро-Рівадавією та Фолклендами;
- Antartida — обладнання, використане в Антарктиді;
- Pioneros — присвячений піонерам авіації;
- Torre de control — деталі інтер'єру аеродромної вишки;
- Pegaso — для проведення різних заходів;
- Icaro — кафе.

## Галерея

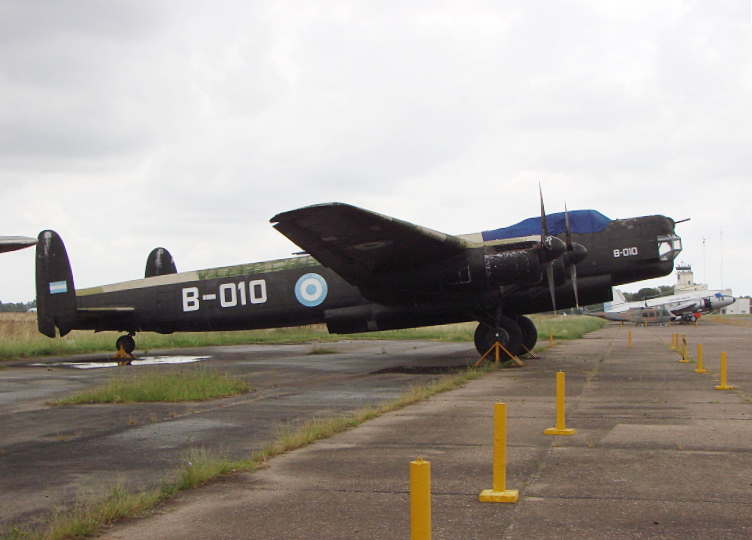
Avro Lincoln
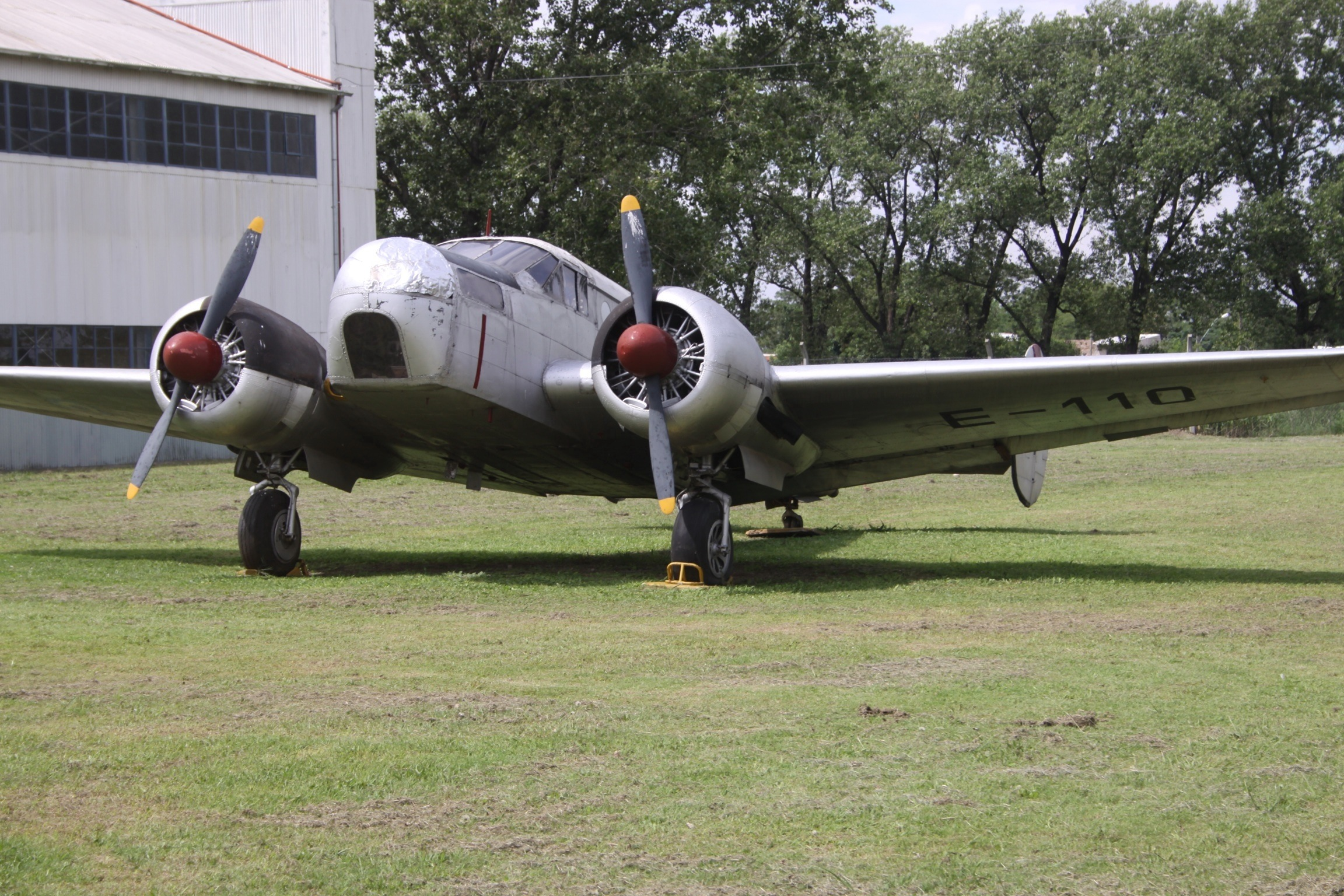
Beechcraft AT-11 Kansan E-110
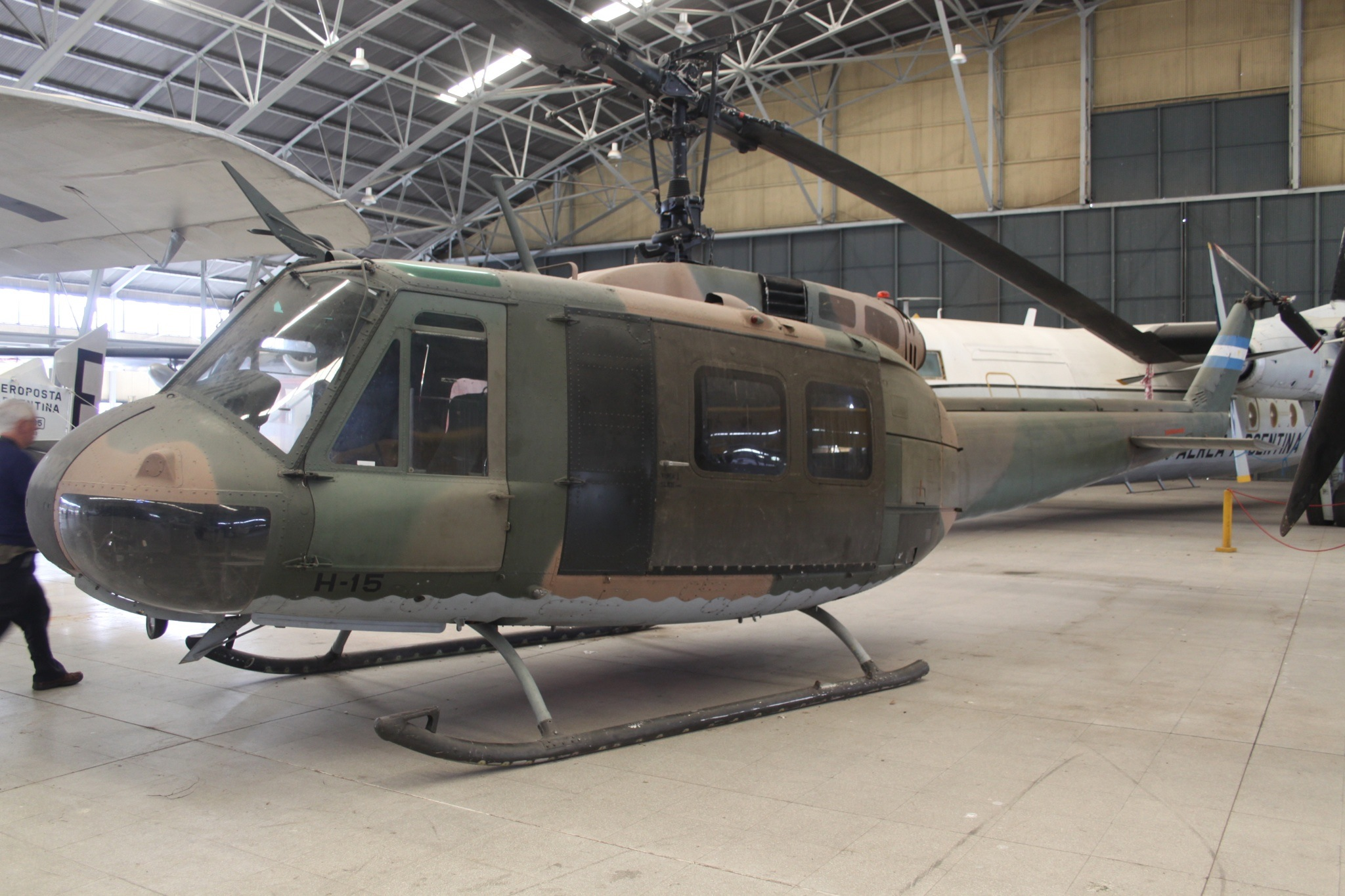
Bell 205 (UH-1) H-15
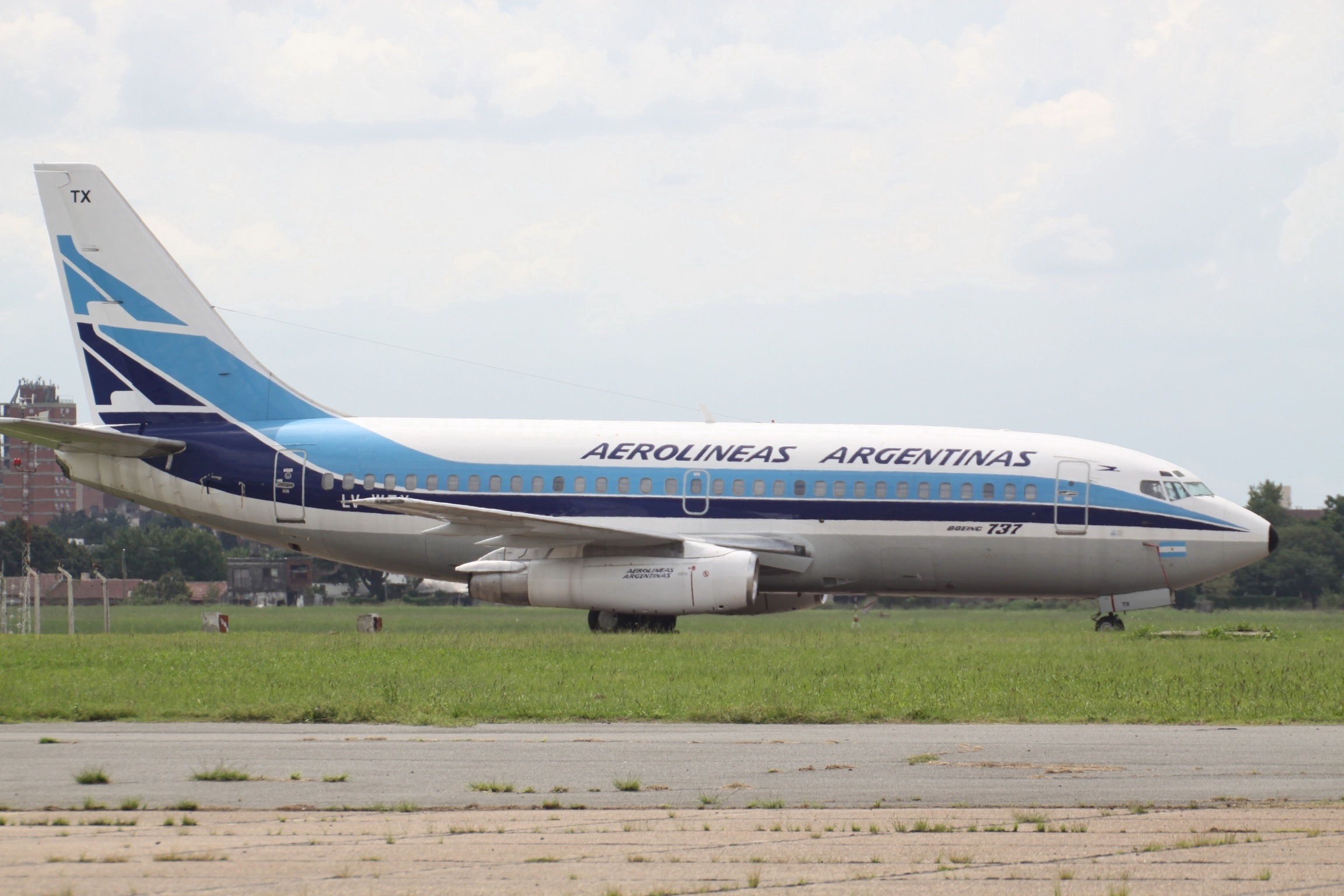
Boeing 737 LV-WTX
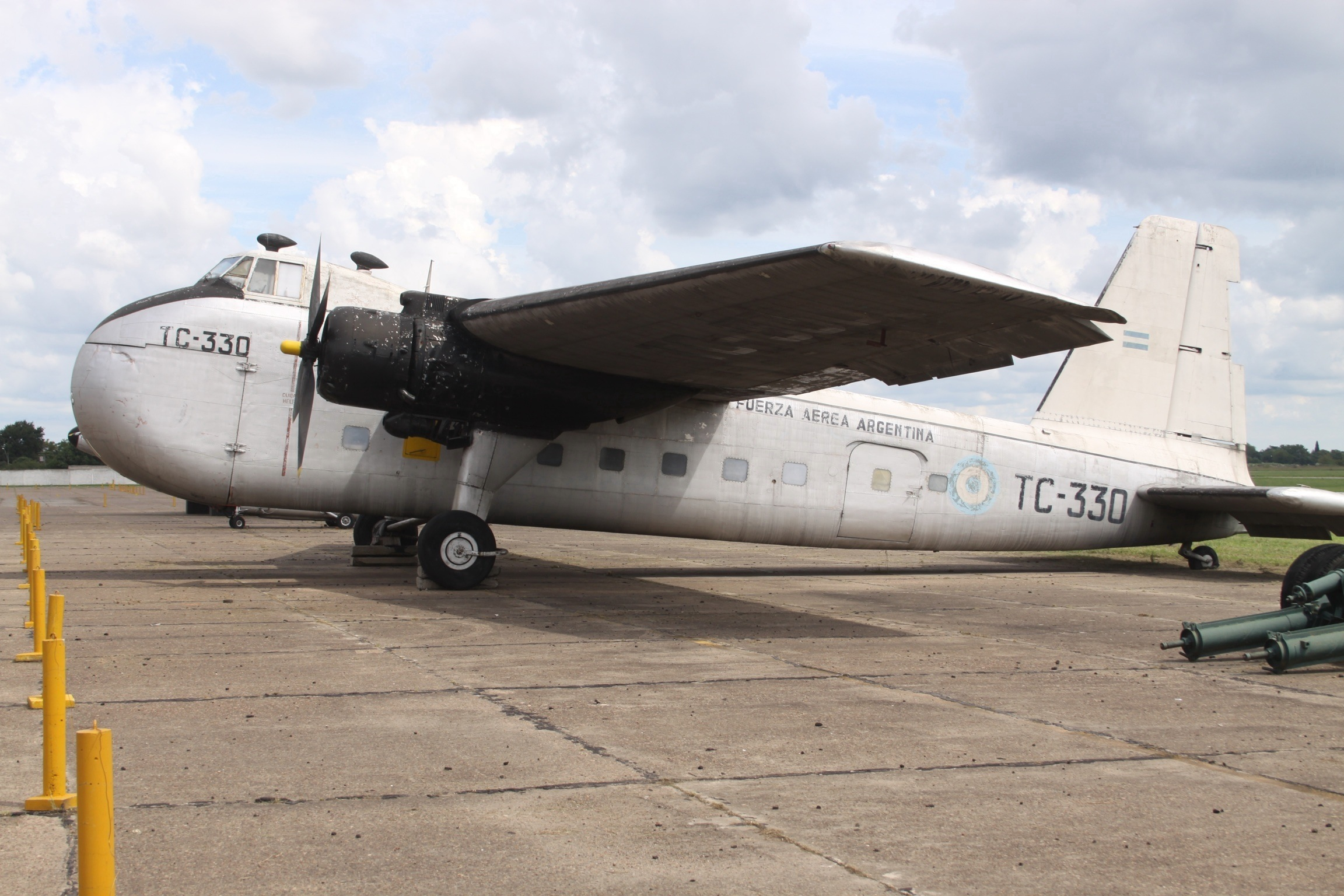
Bristol B170 Freighter
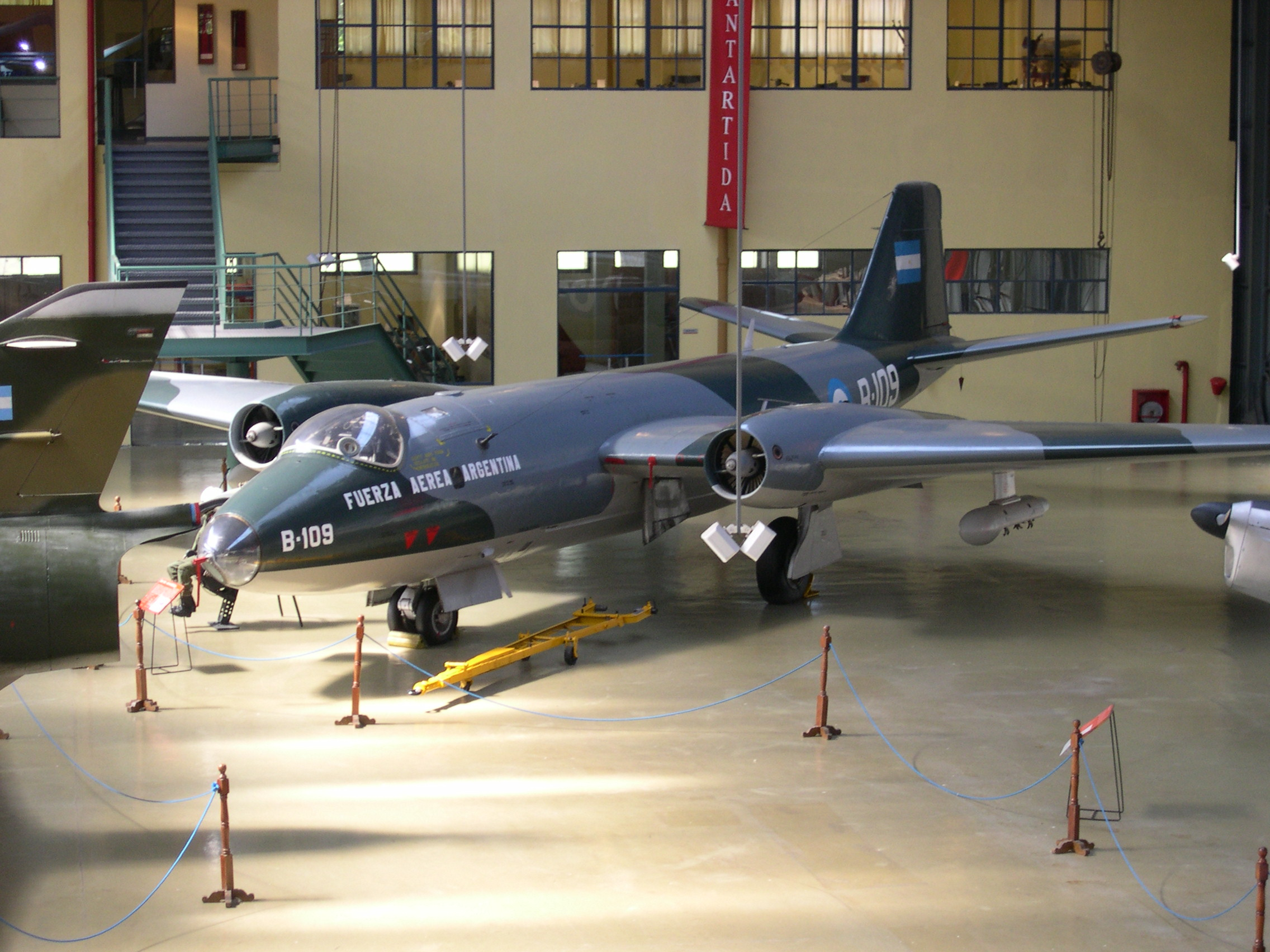
English Electric Canberra
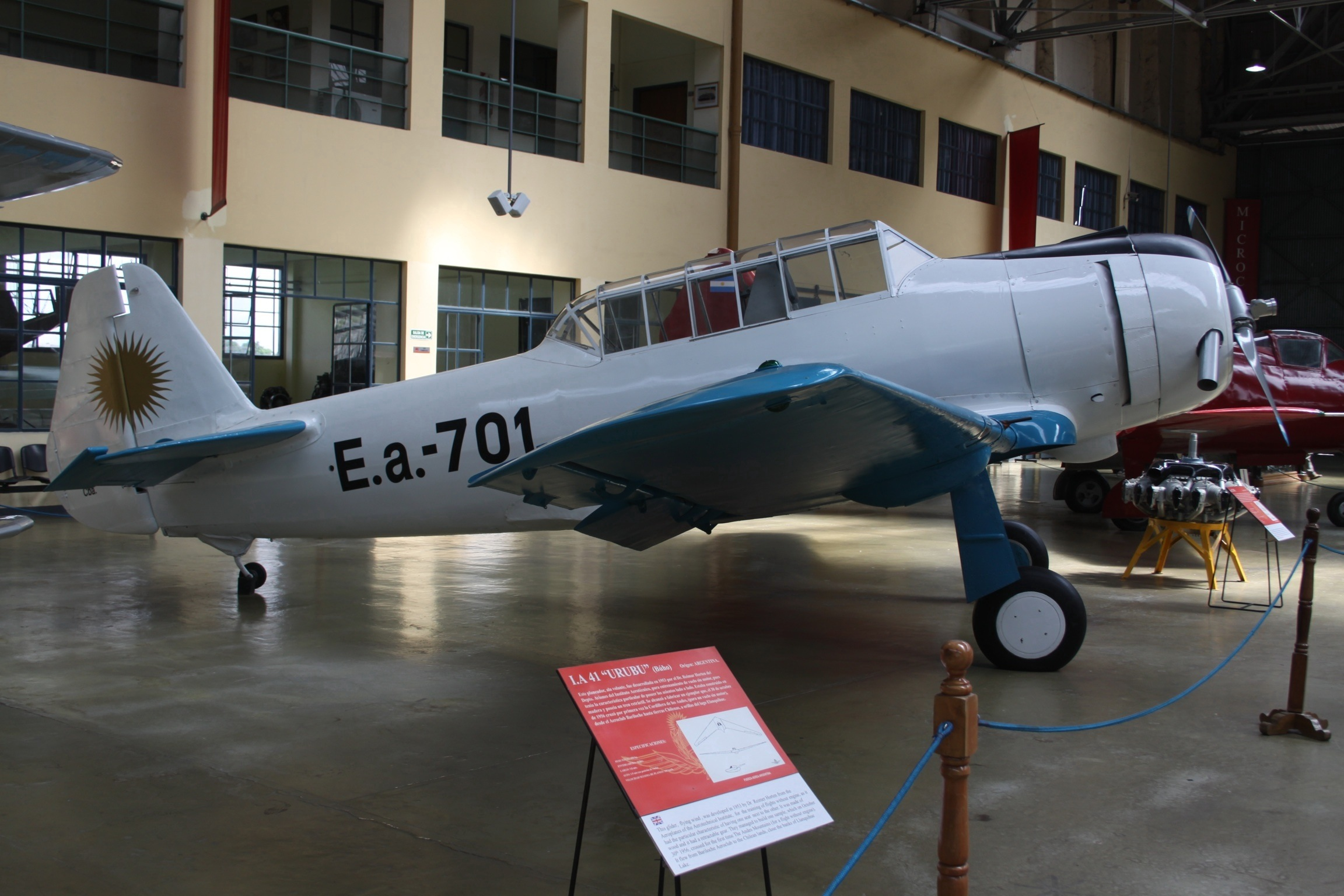
Dinfia I.Ae.22DL
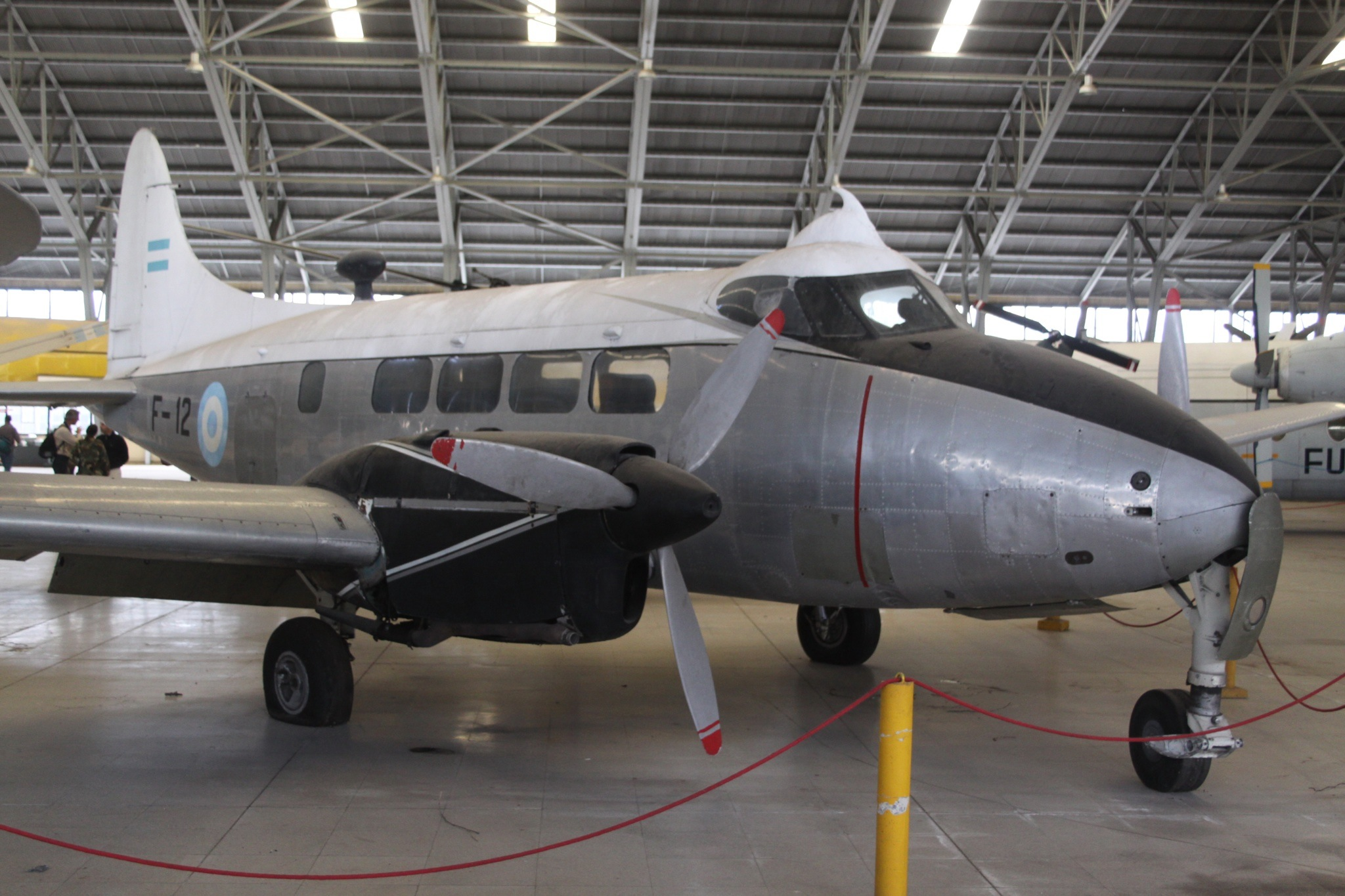
de Havilland Dove
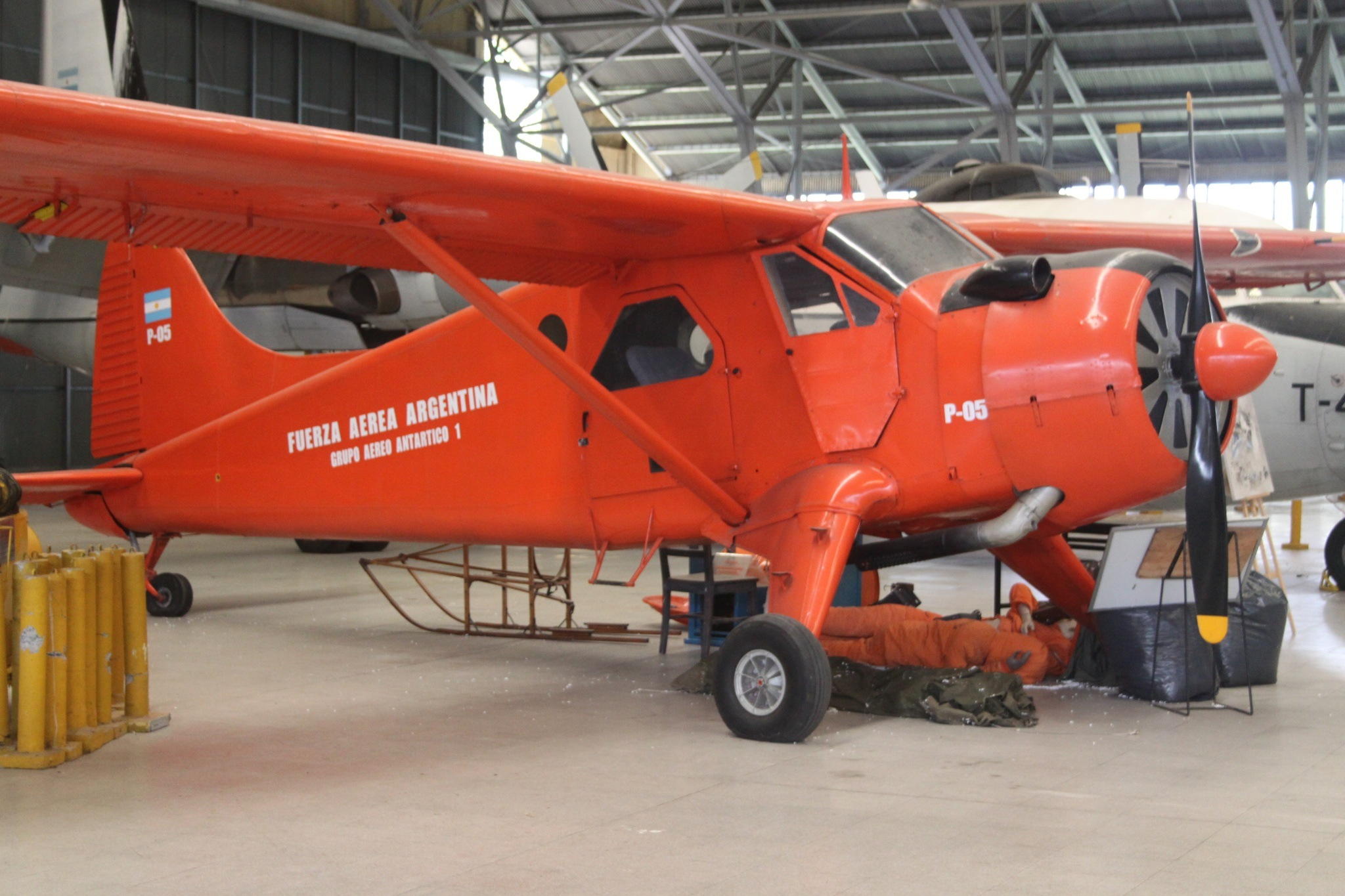
DHC-2 Beaver
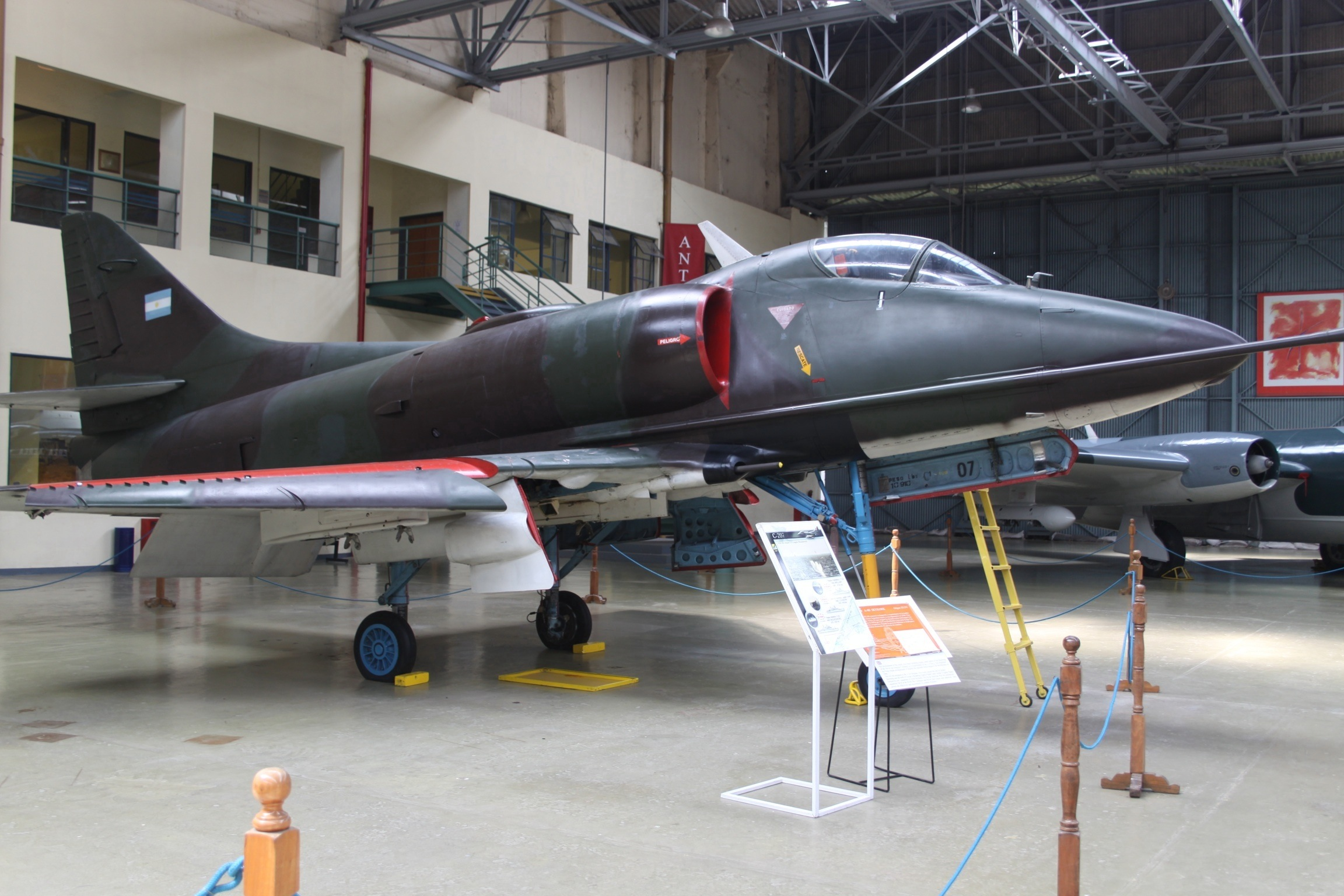
Douglas A-4P Skyhawk C-207
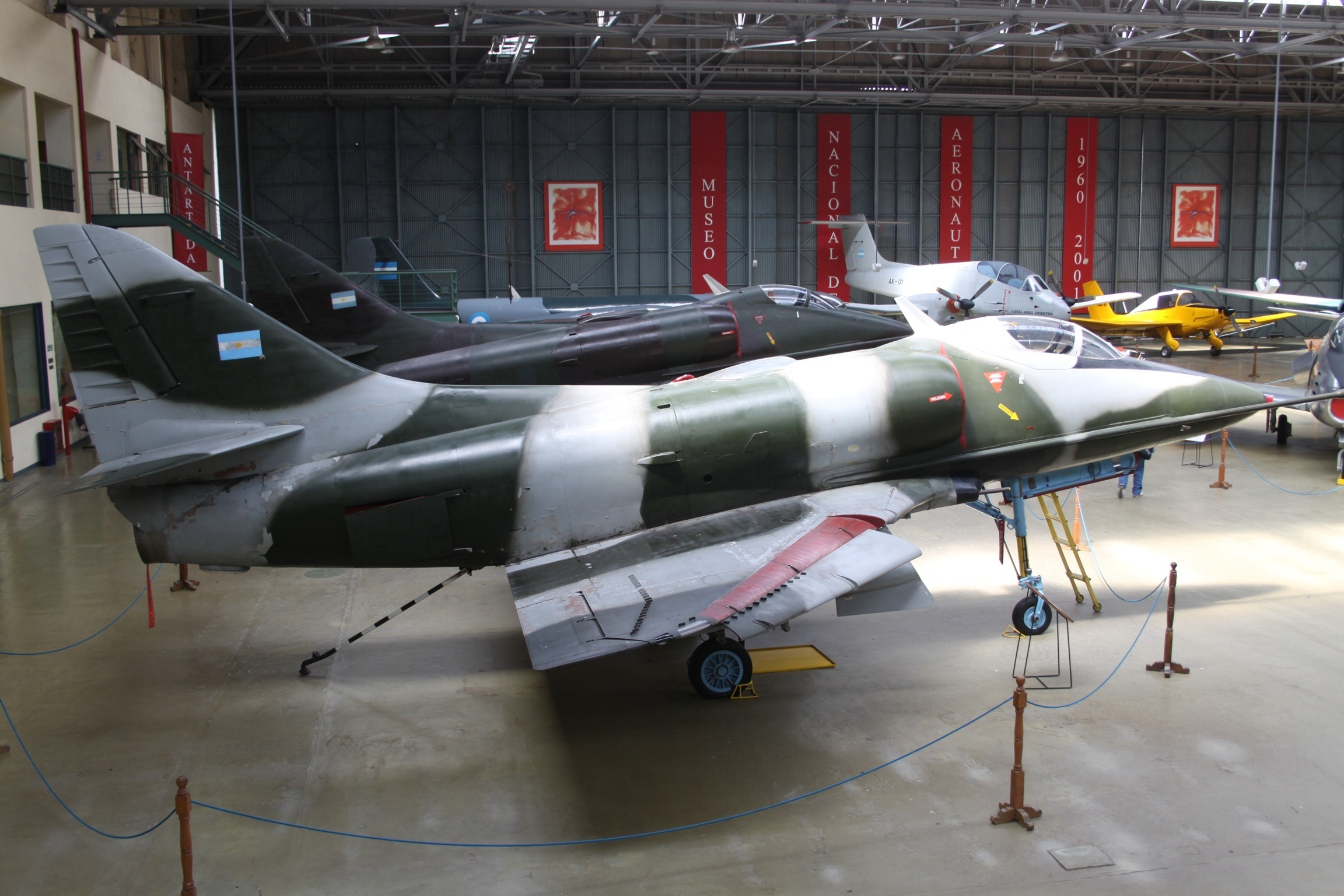
Douglas A-4C Skyhawk C-322
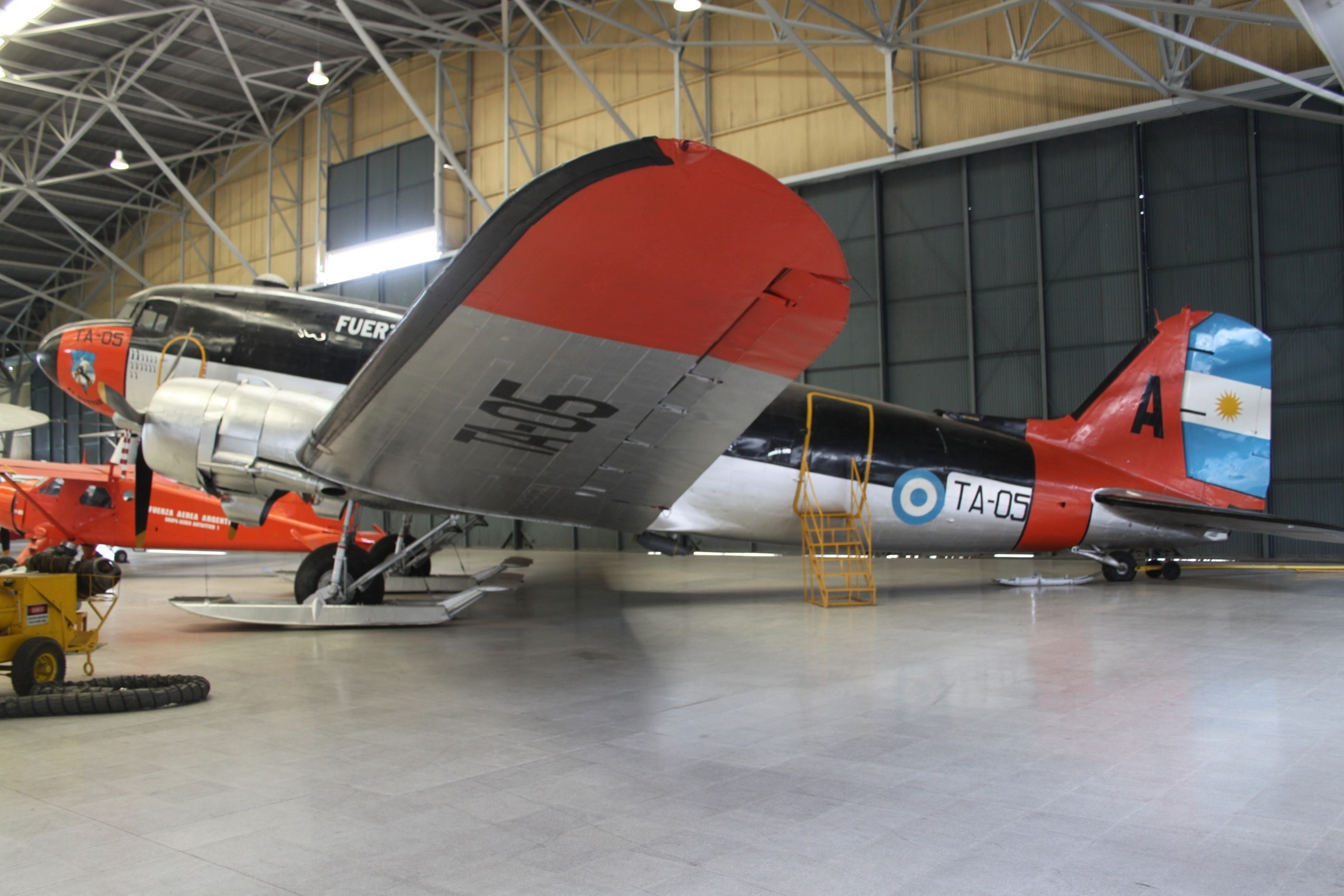
Douglas DC-3 TA-05
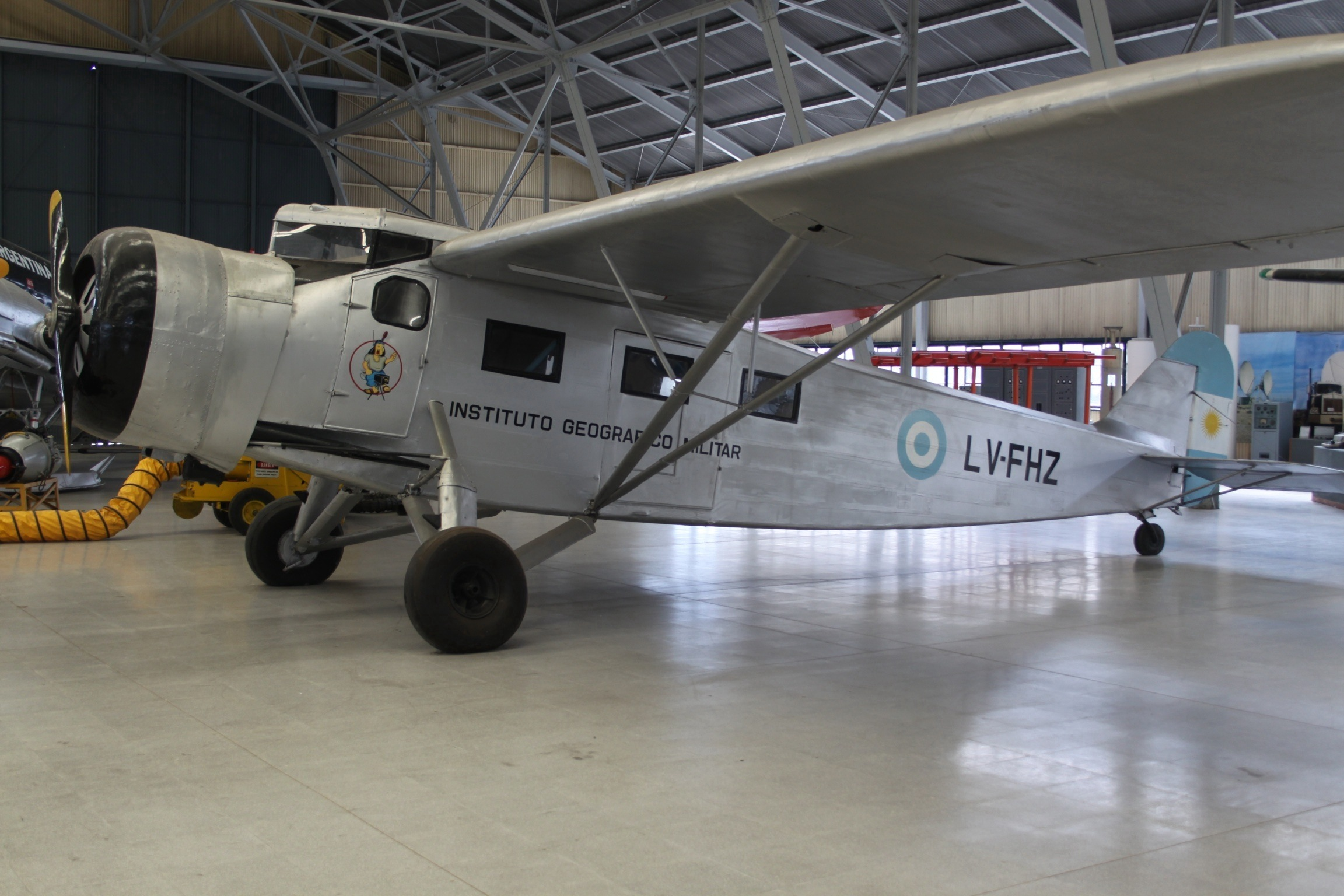
Fairchild 82D LV-FHZ
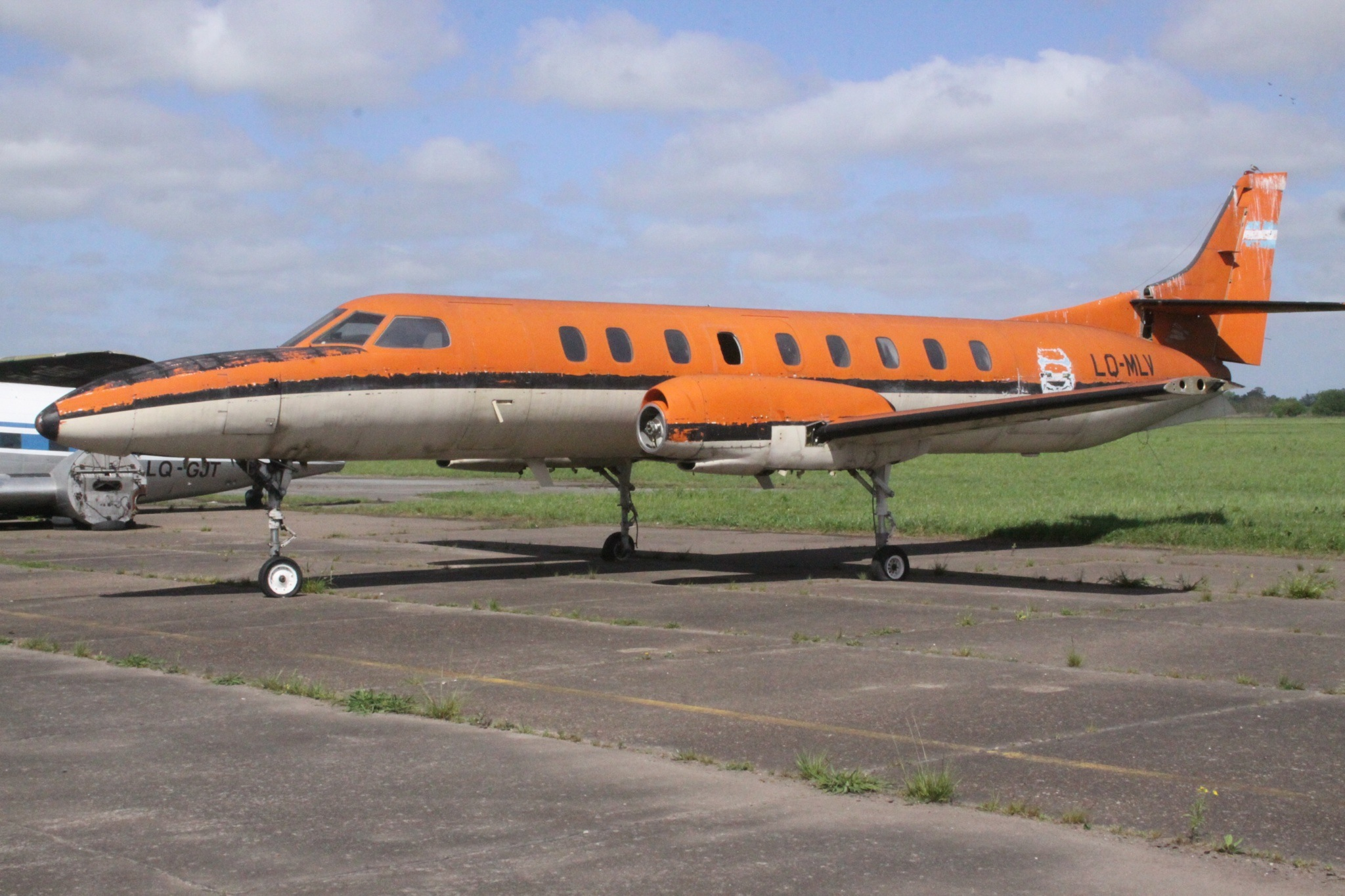
Swearingen Metro LQ-MLV
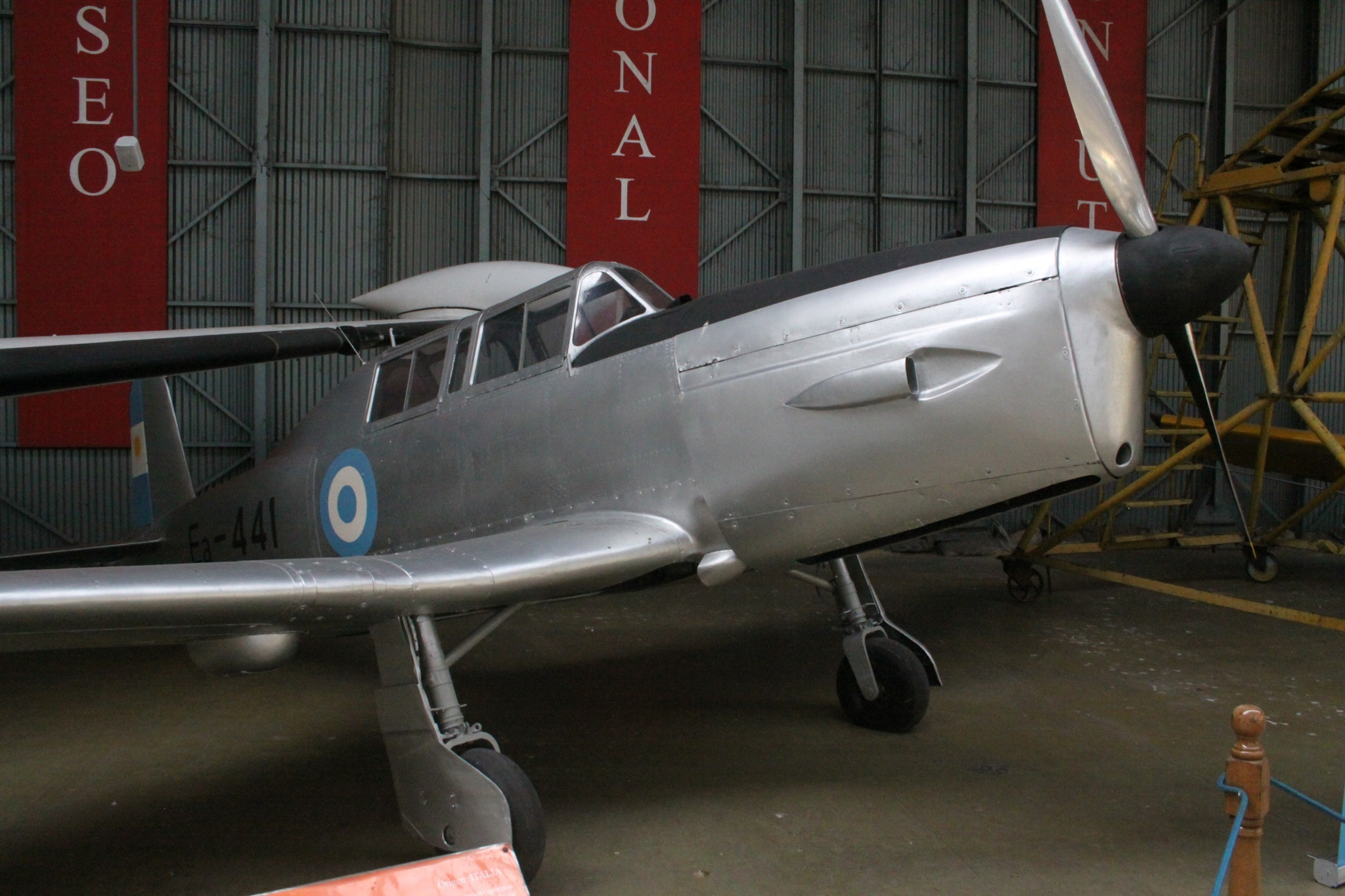
Fiat G-46-5B
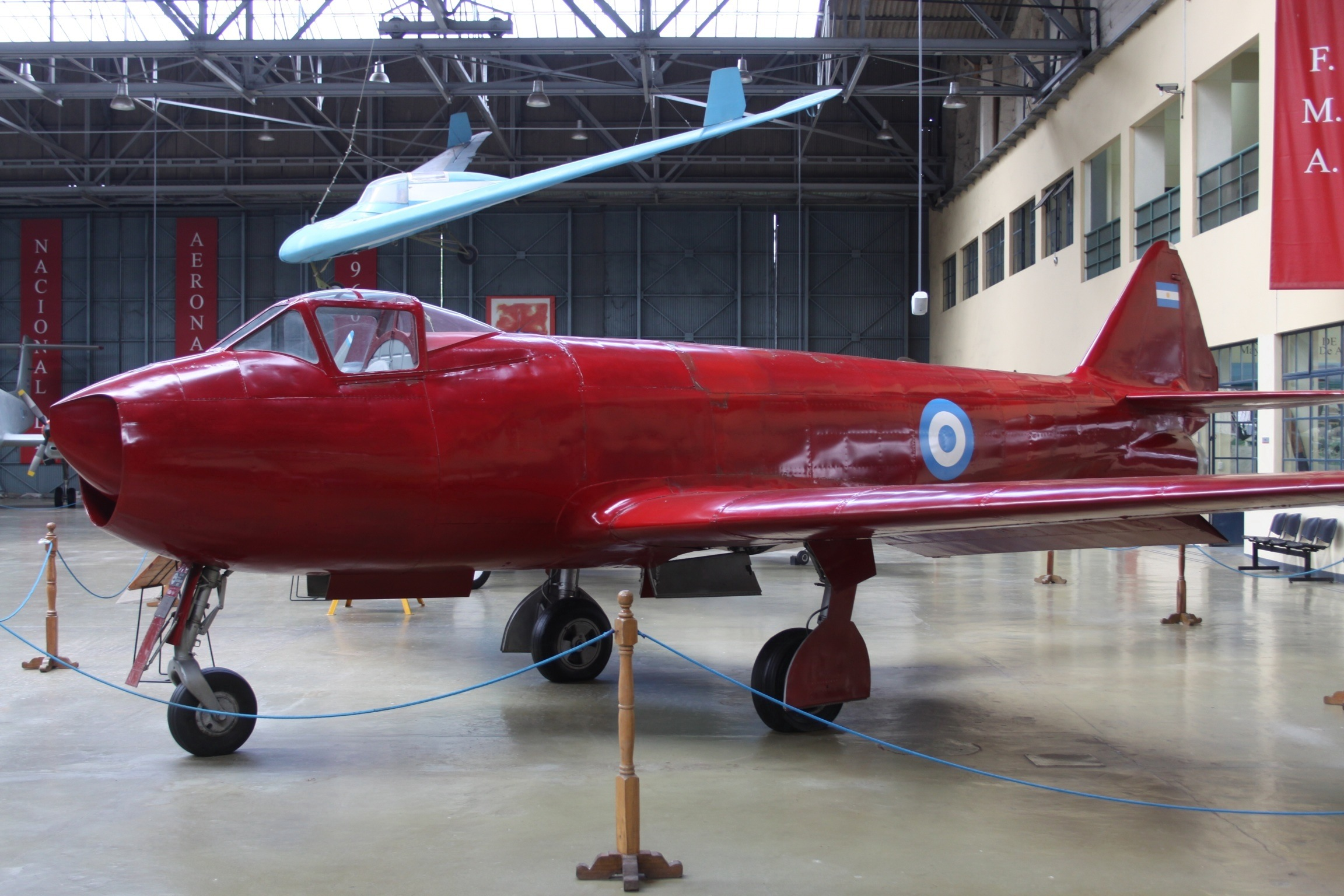
Прототип FMA I.Ae. 27 Pulqui I
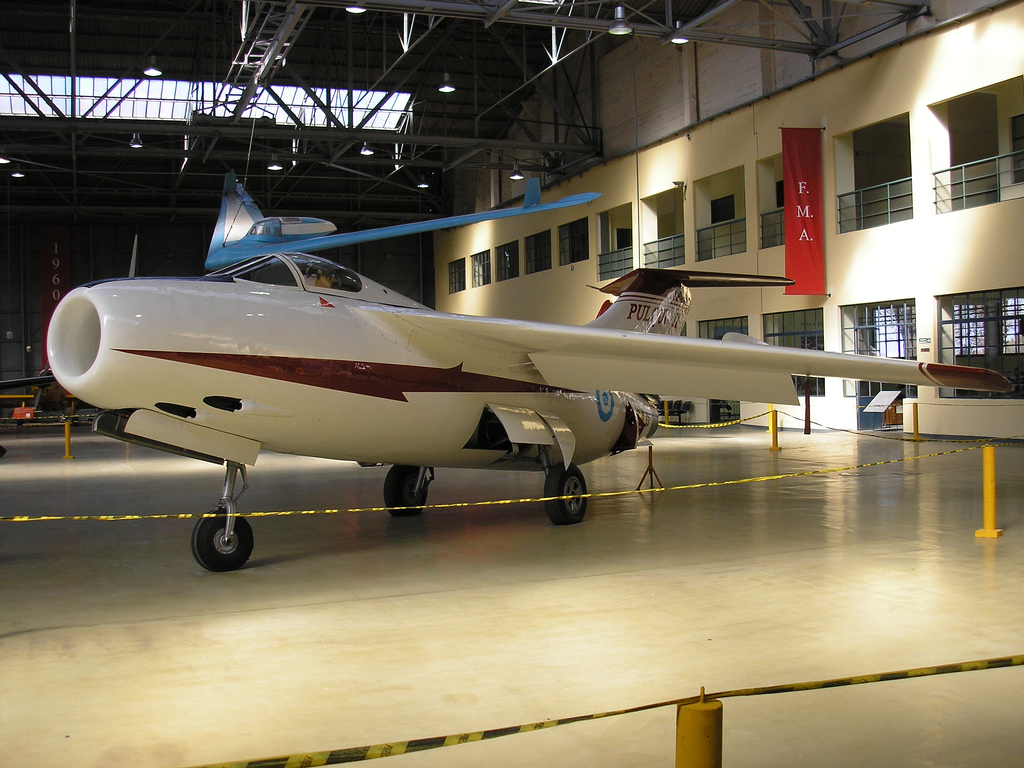
Прототип FMA IAe 33 Pulqui II
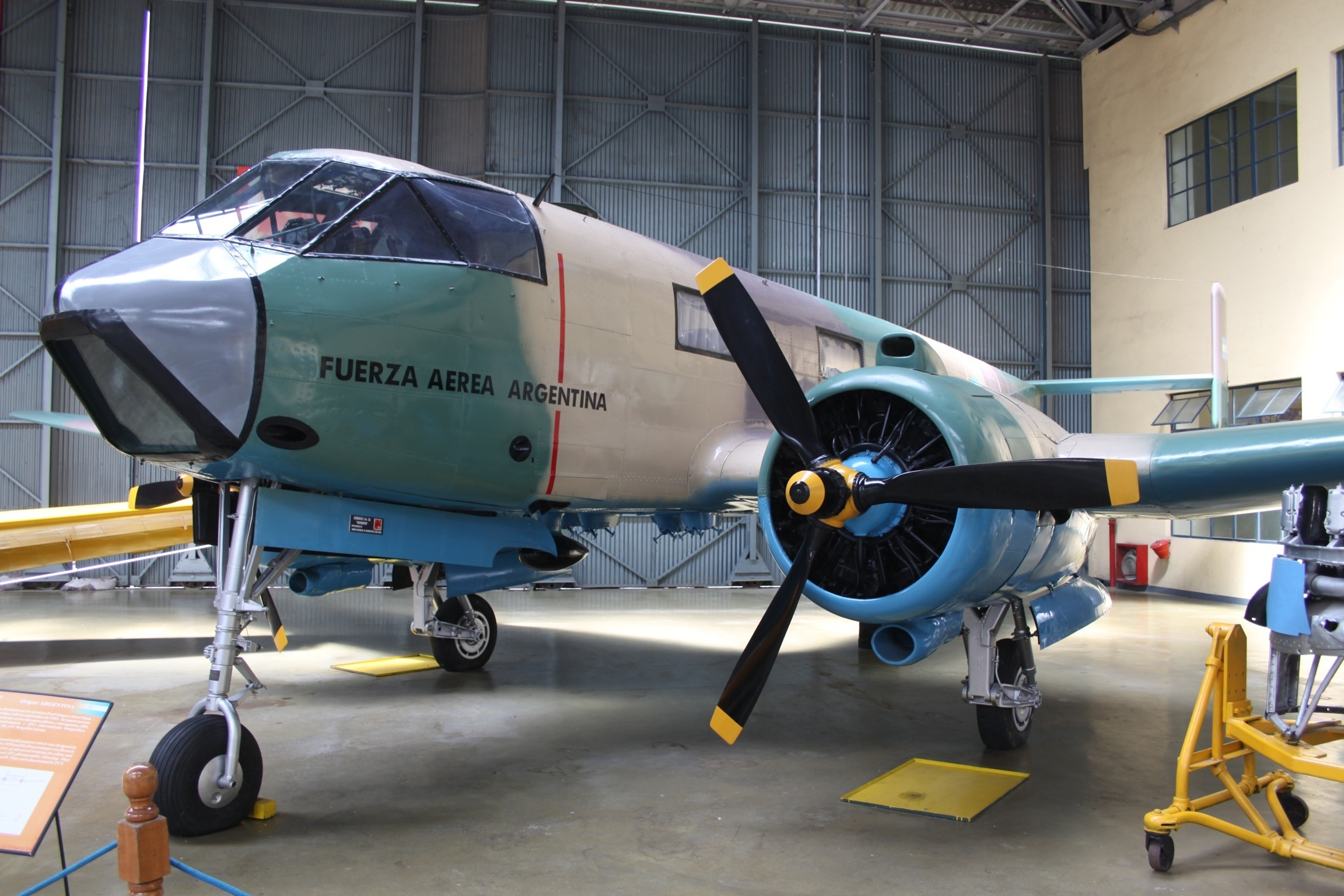
FMA IA 35 Huanquero
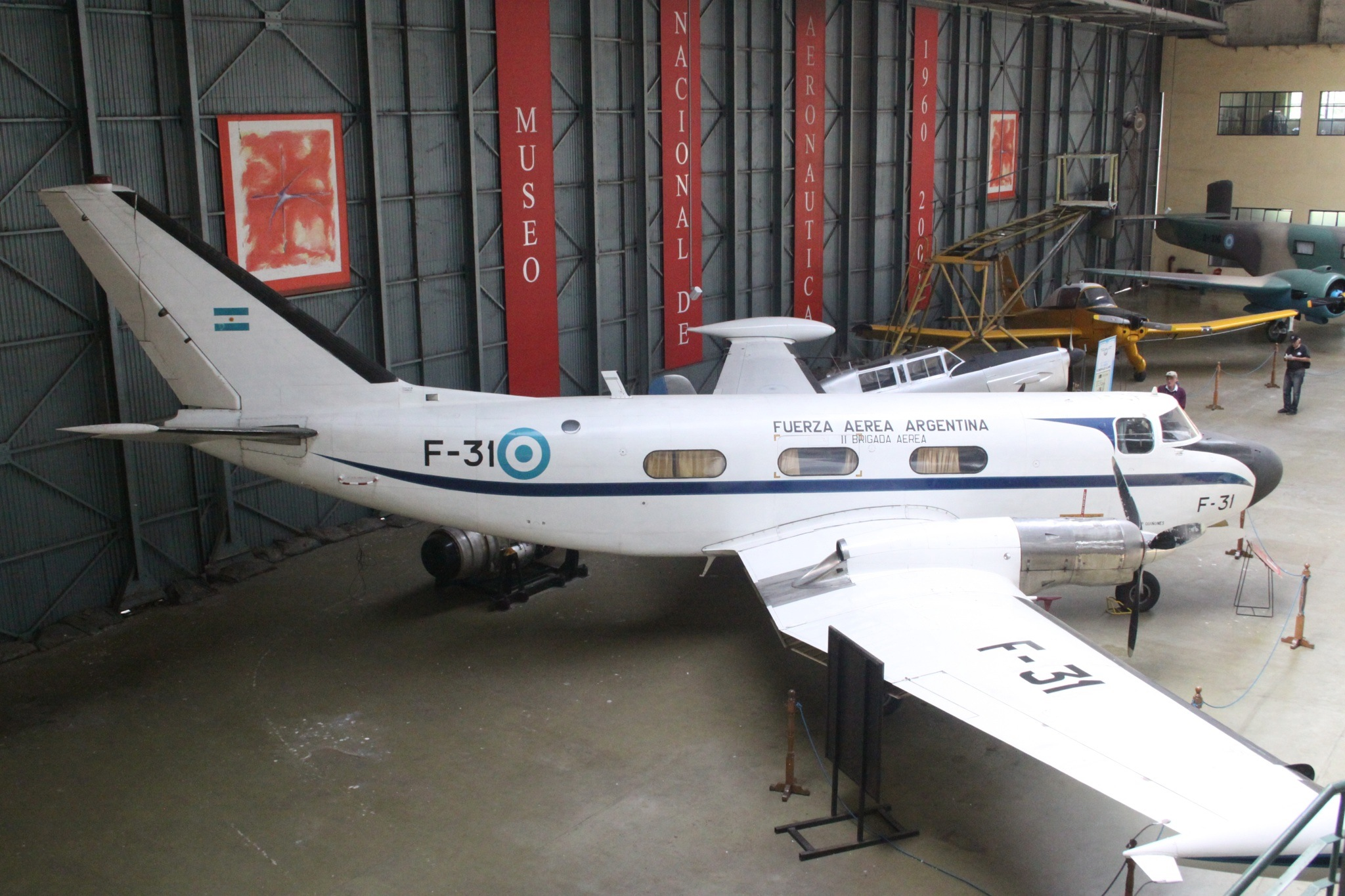
FMA IA 50 Guaraní II
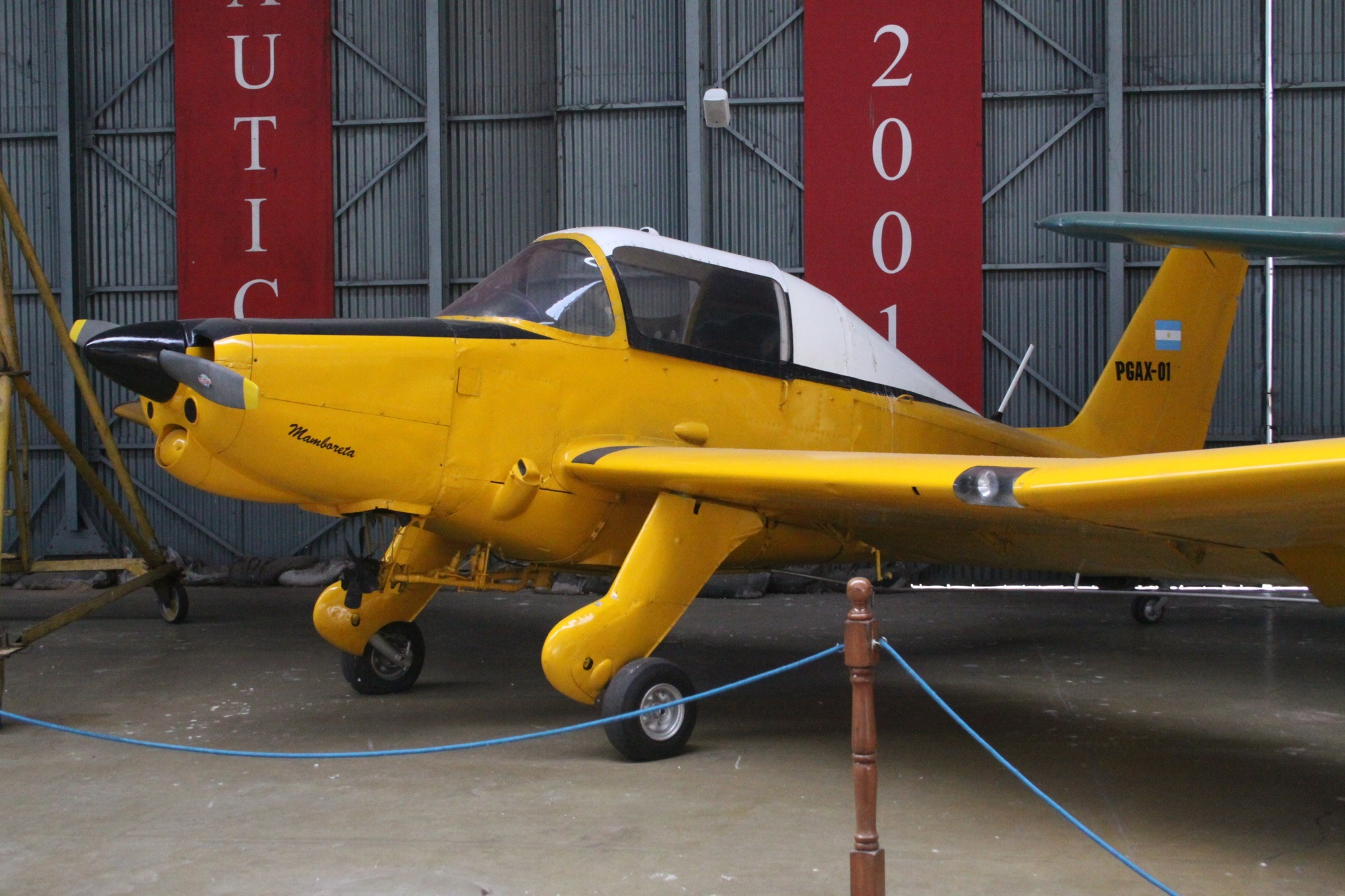
FMA IA 53 Mamboretá
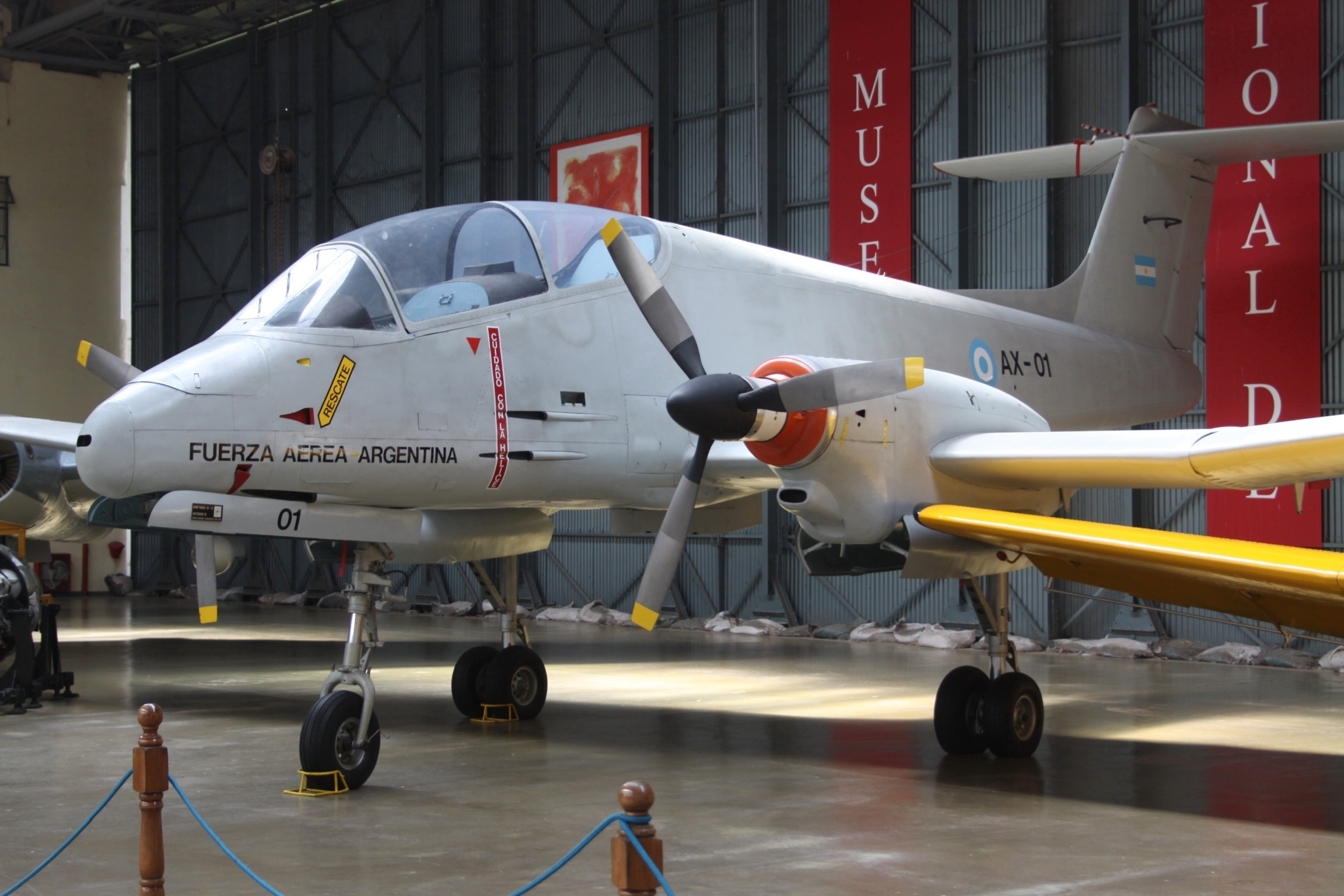
MA IA 58 Pucará прототип AX-01
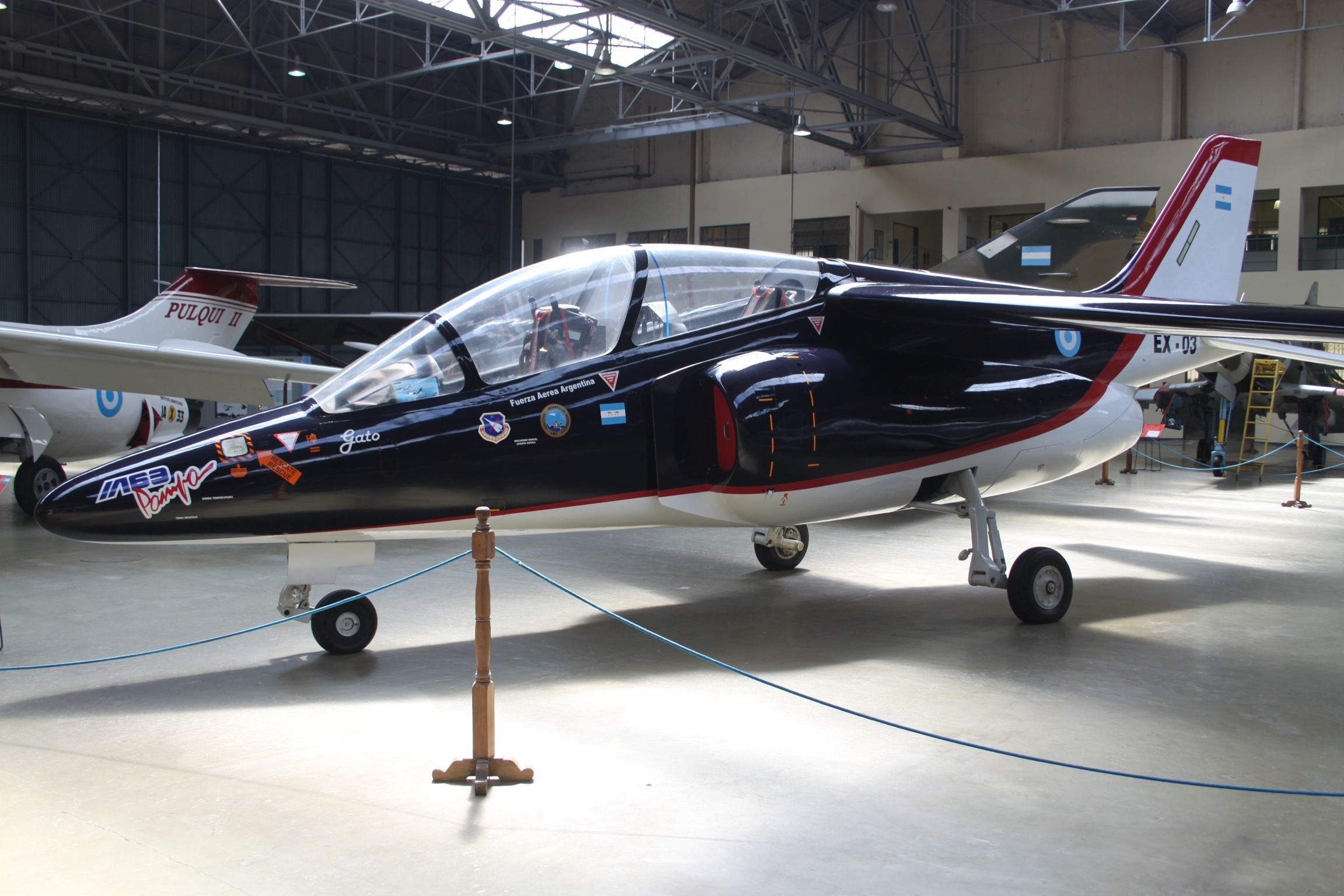
FMA IA63 Pampa прототип EX-03
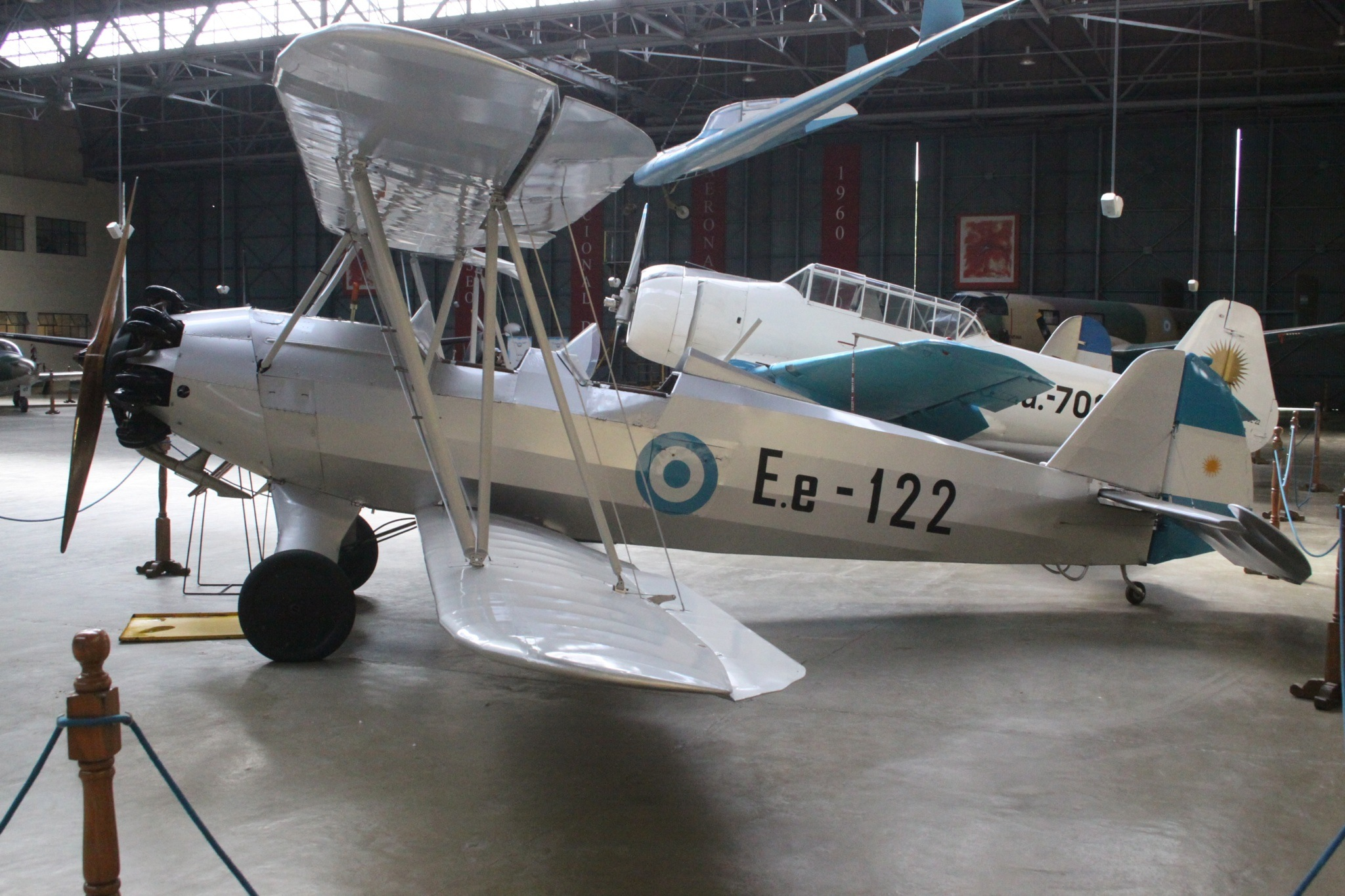
Focke Wulf FW-44J Stieglitz
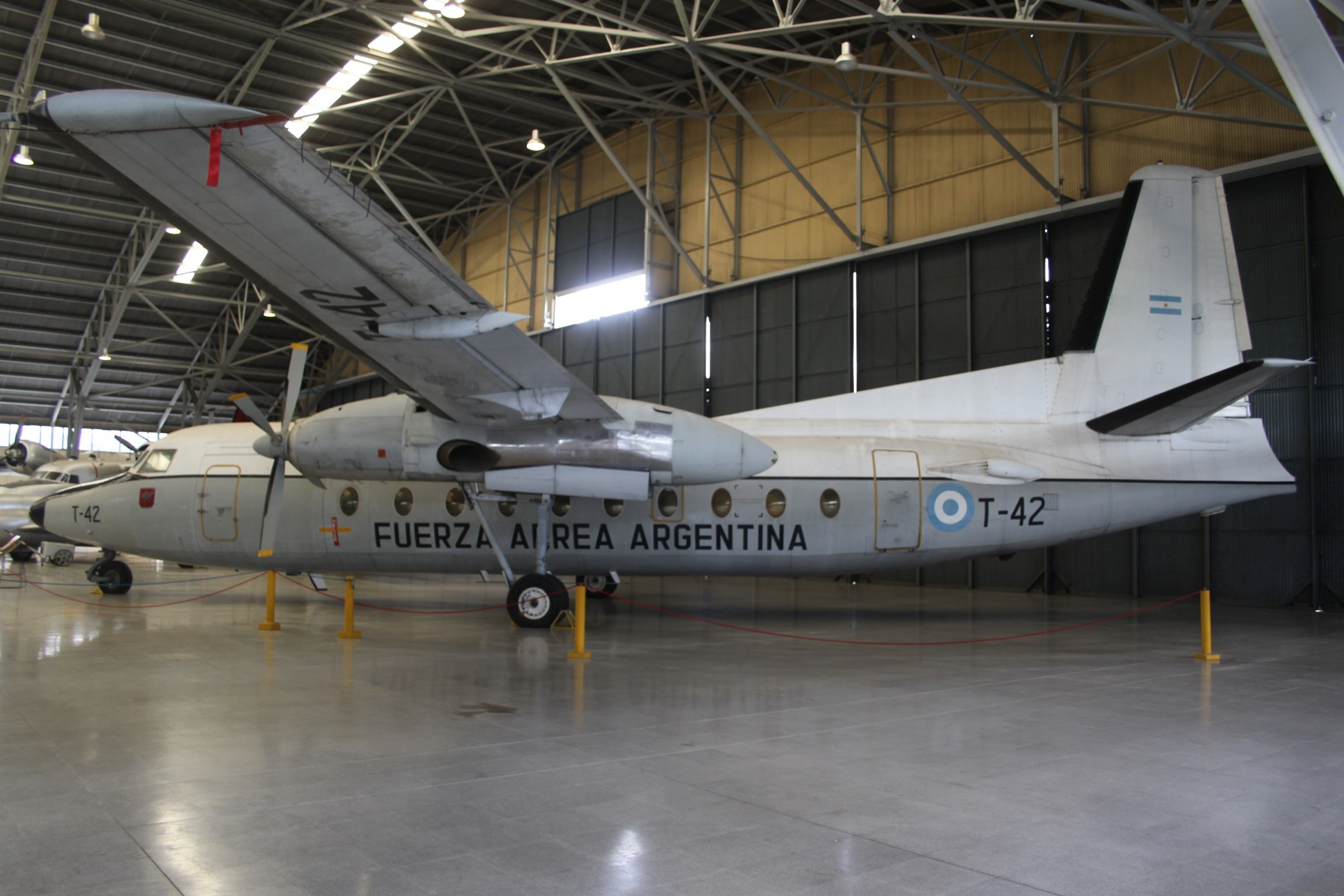
Fokker F.27 T-42
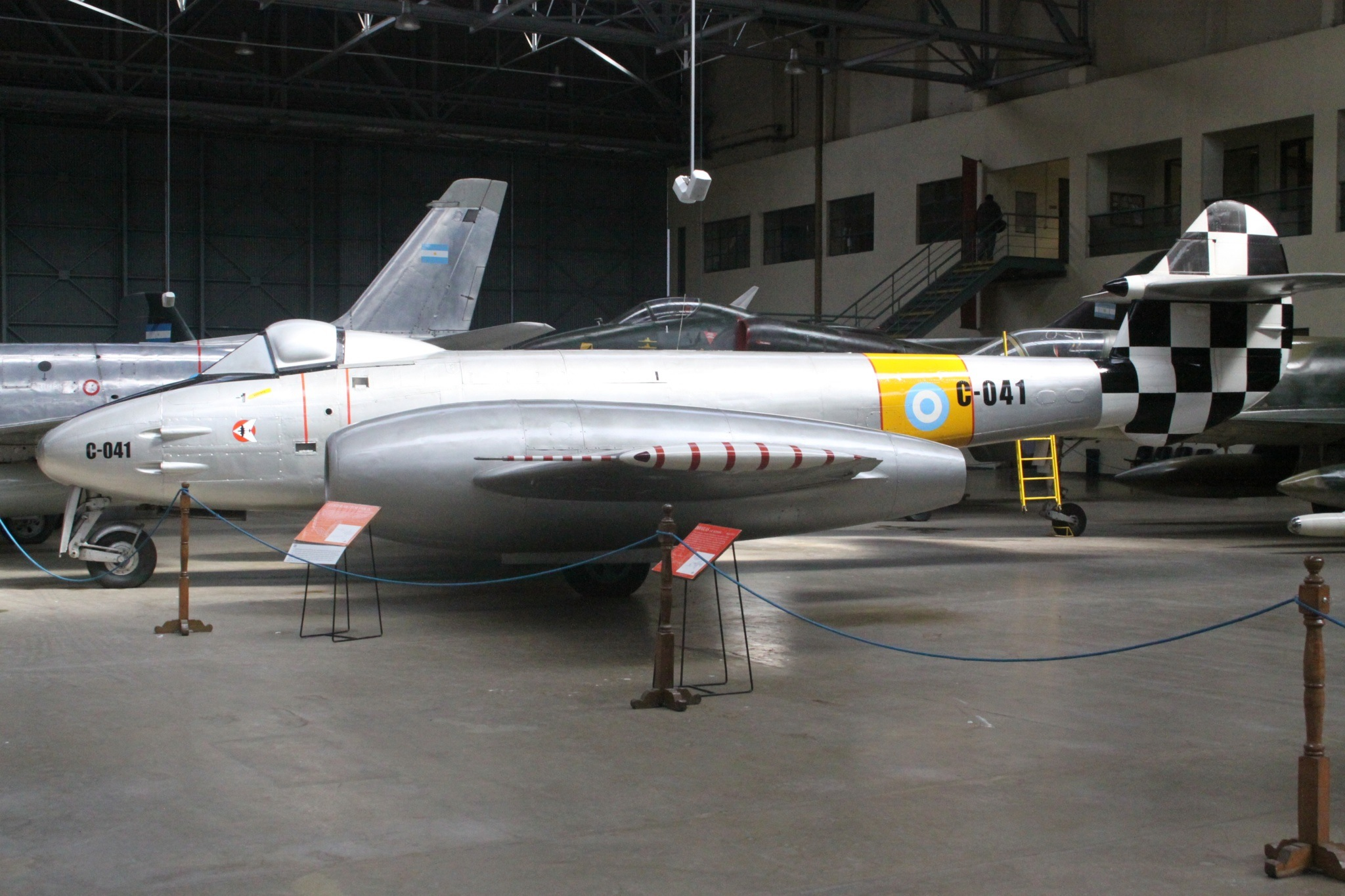
Gloster Meteor F.4
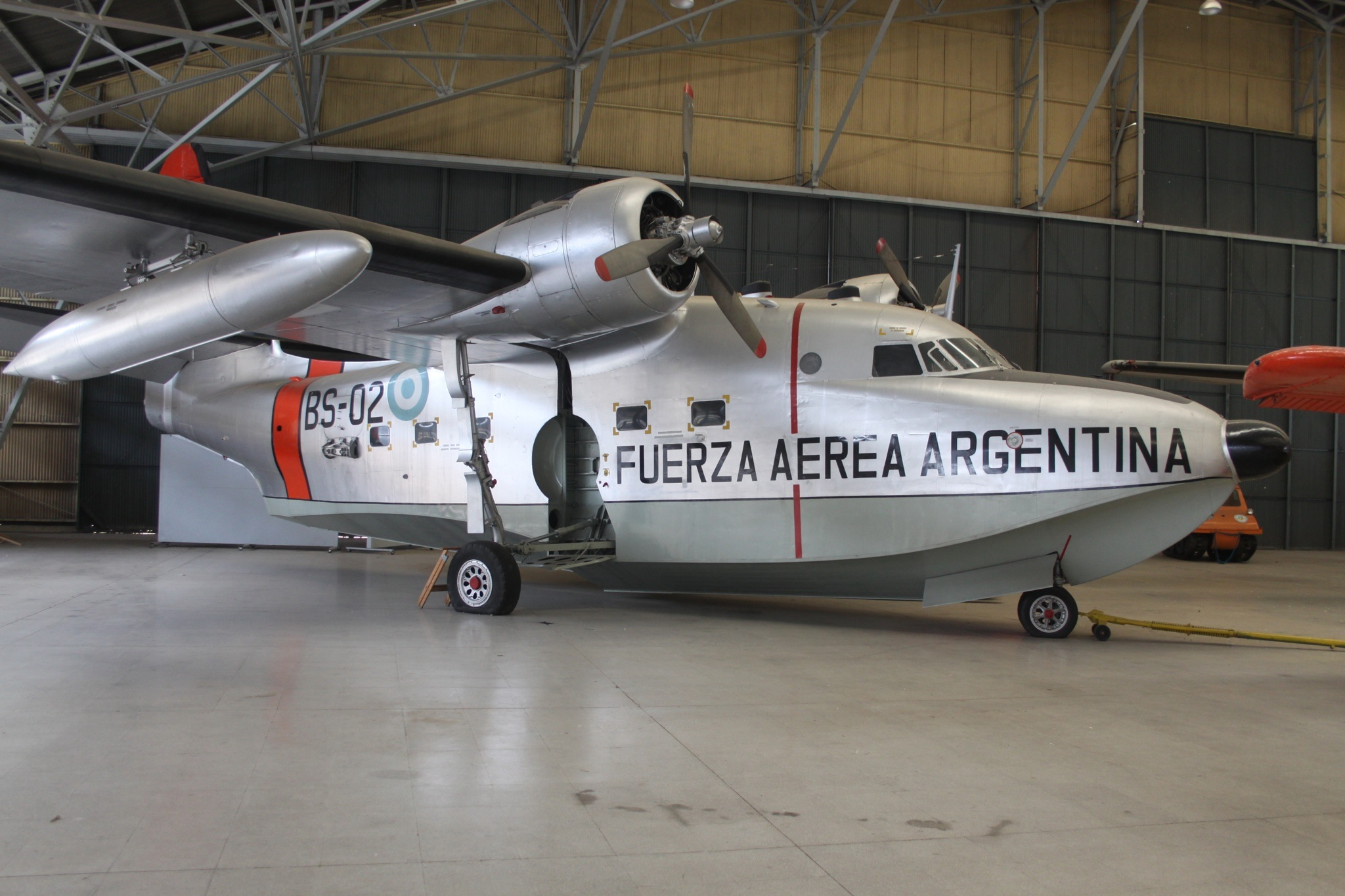
Grumman Albatross
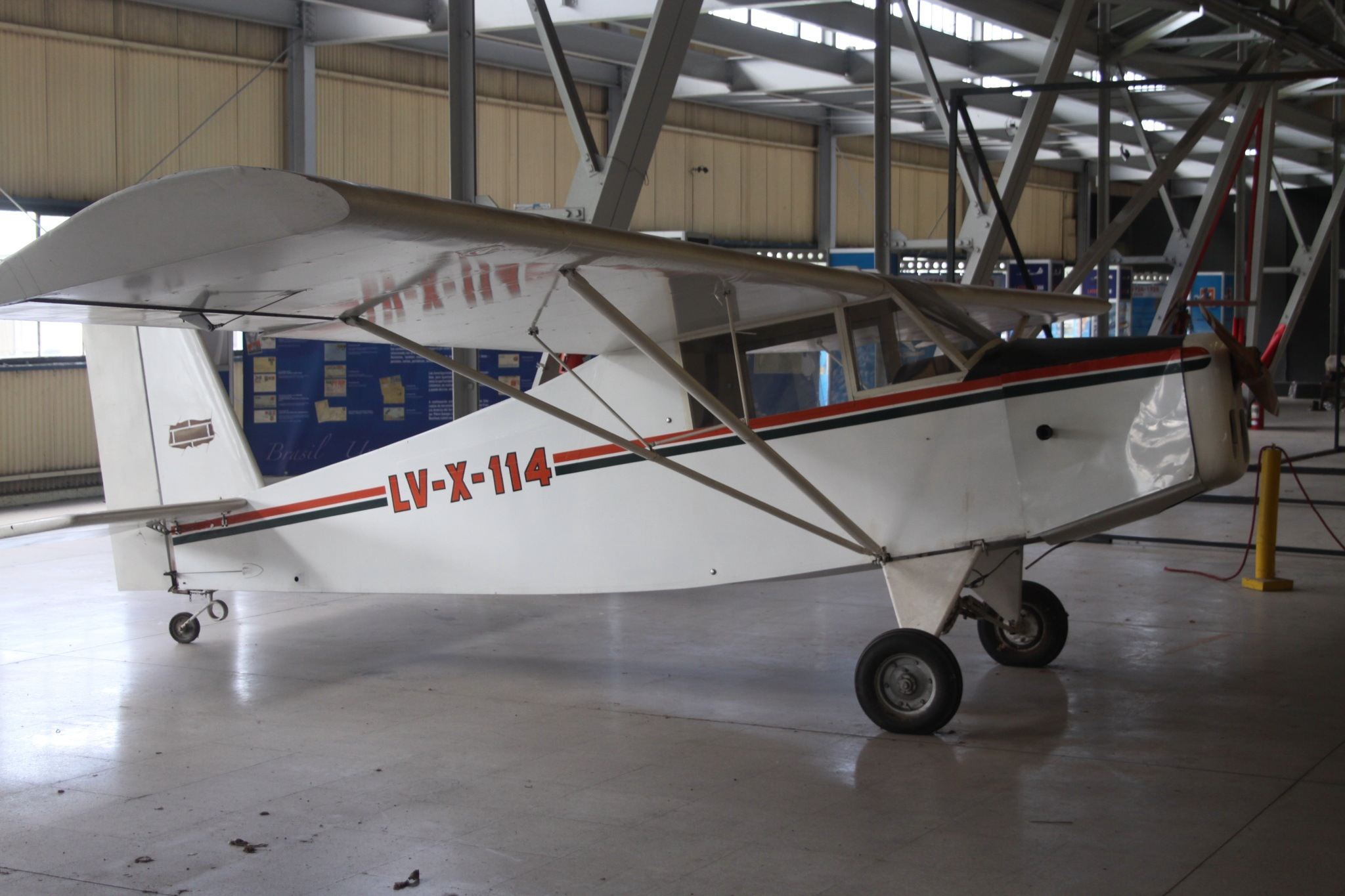
Експериментальний Iriarte Ladrillo
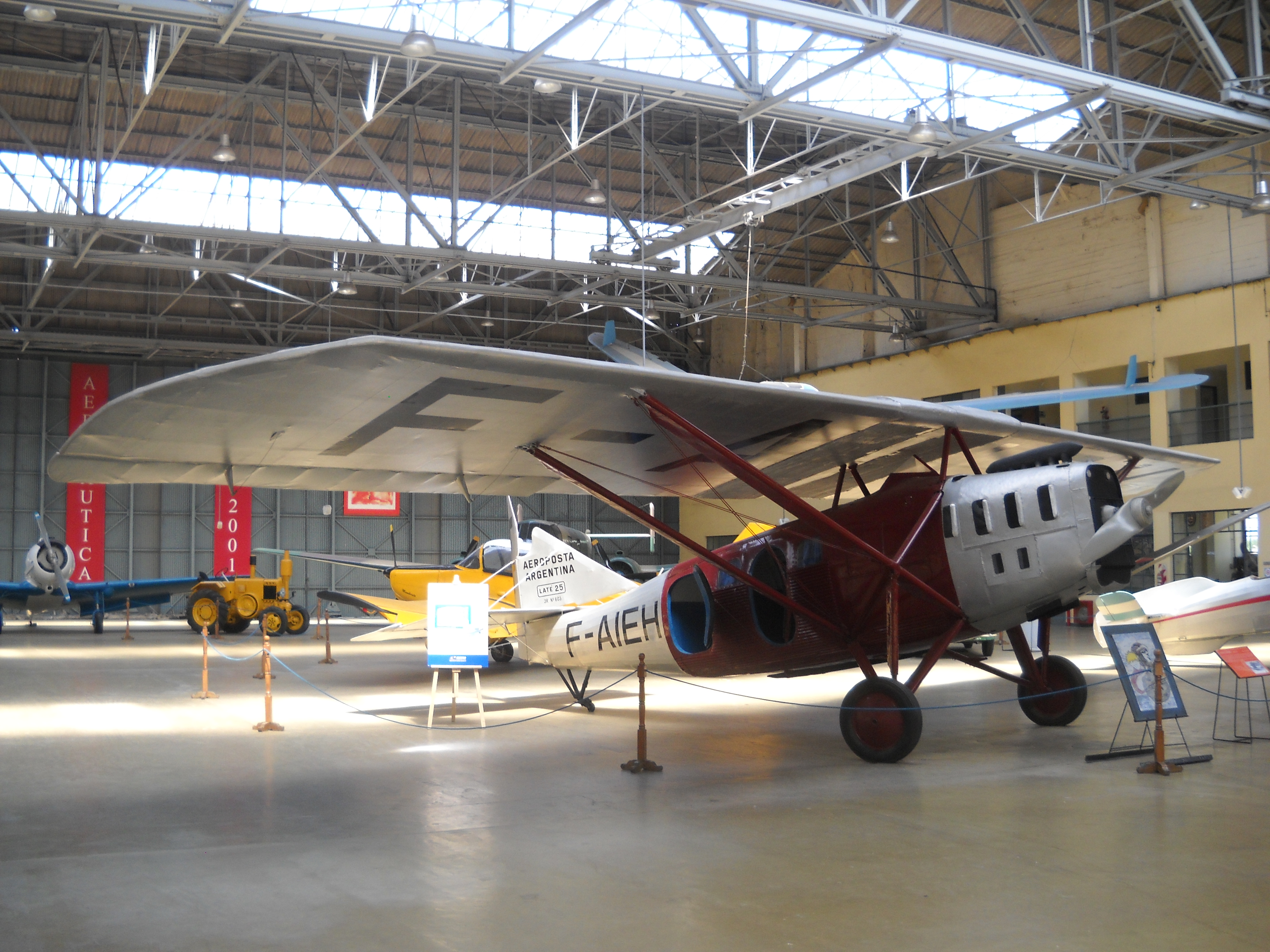
Latécoère 25
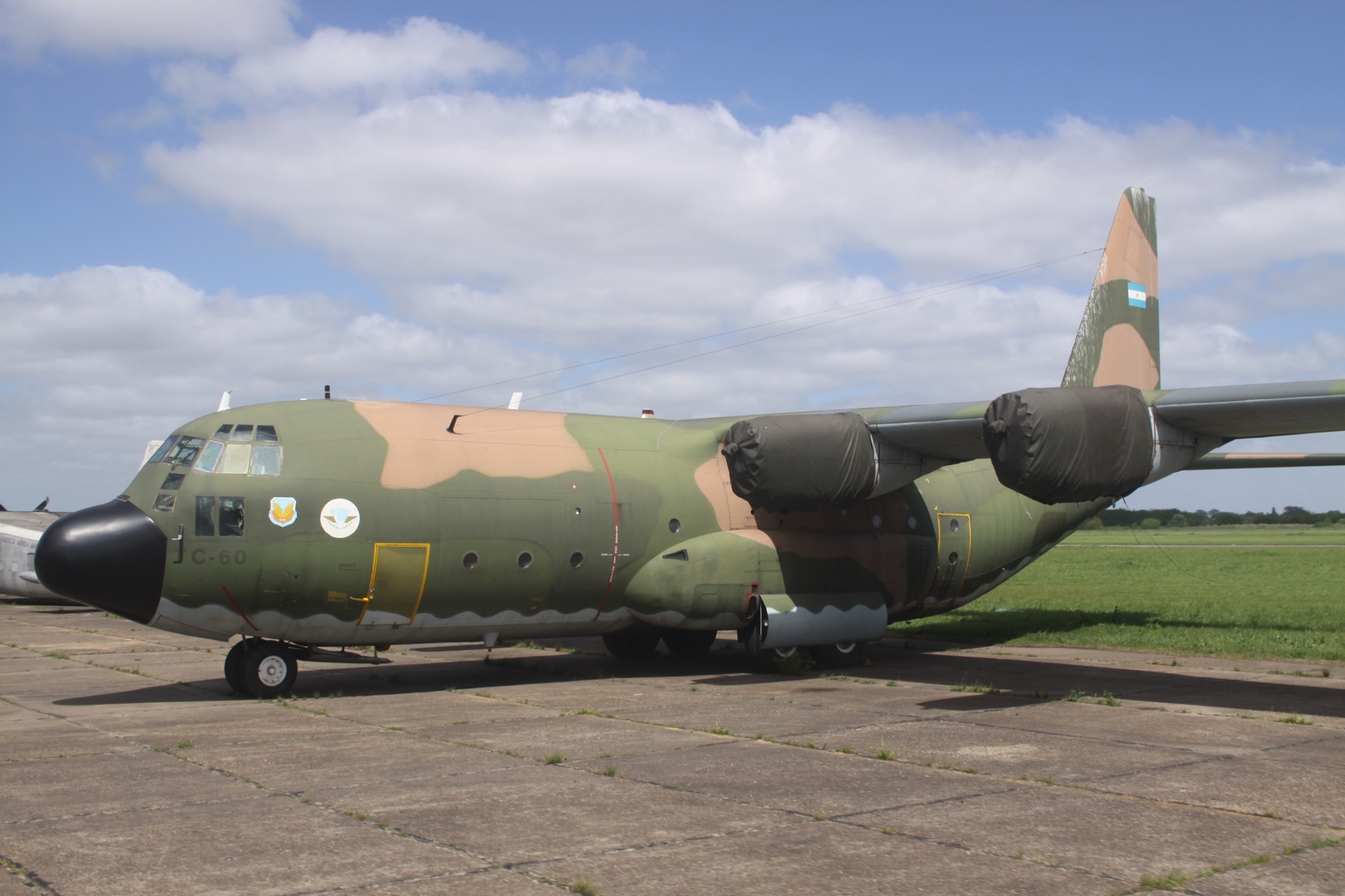
Lockheed Hercules C-130B TC-60
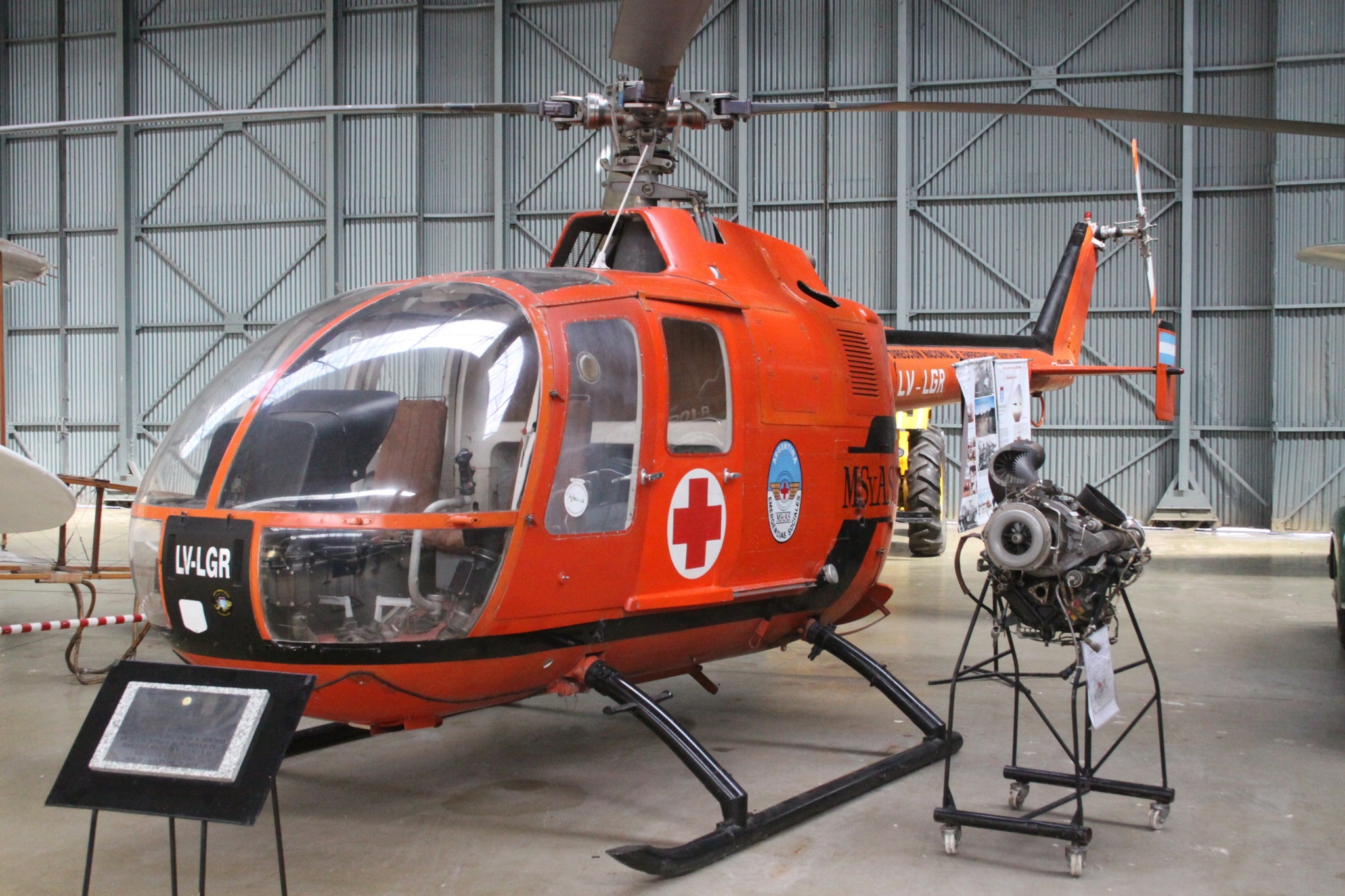
MBB Bo.105C
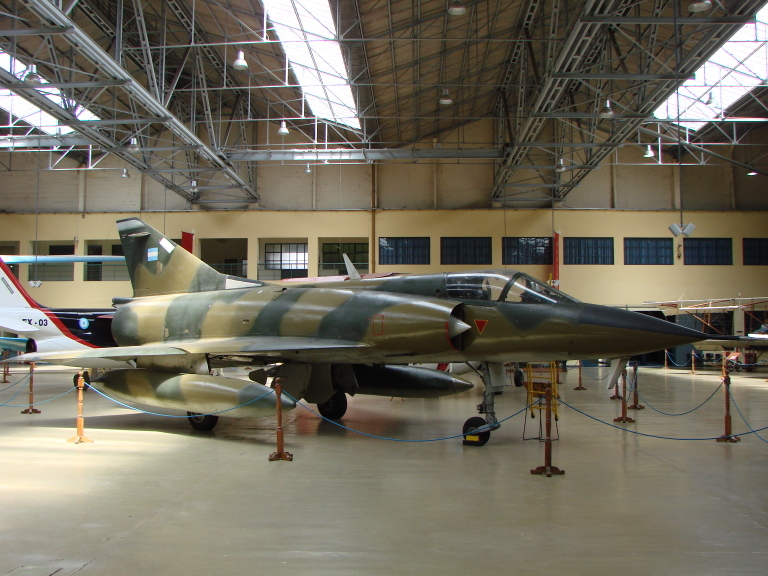
Mirage IIIC
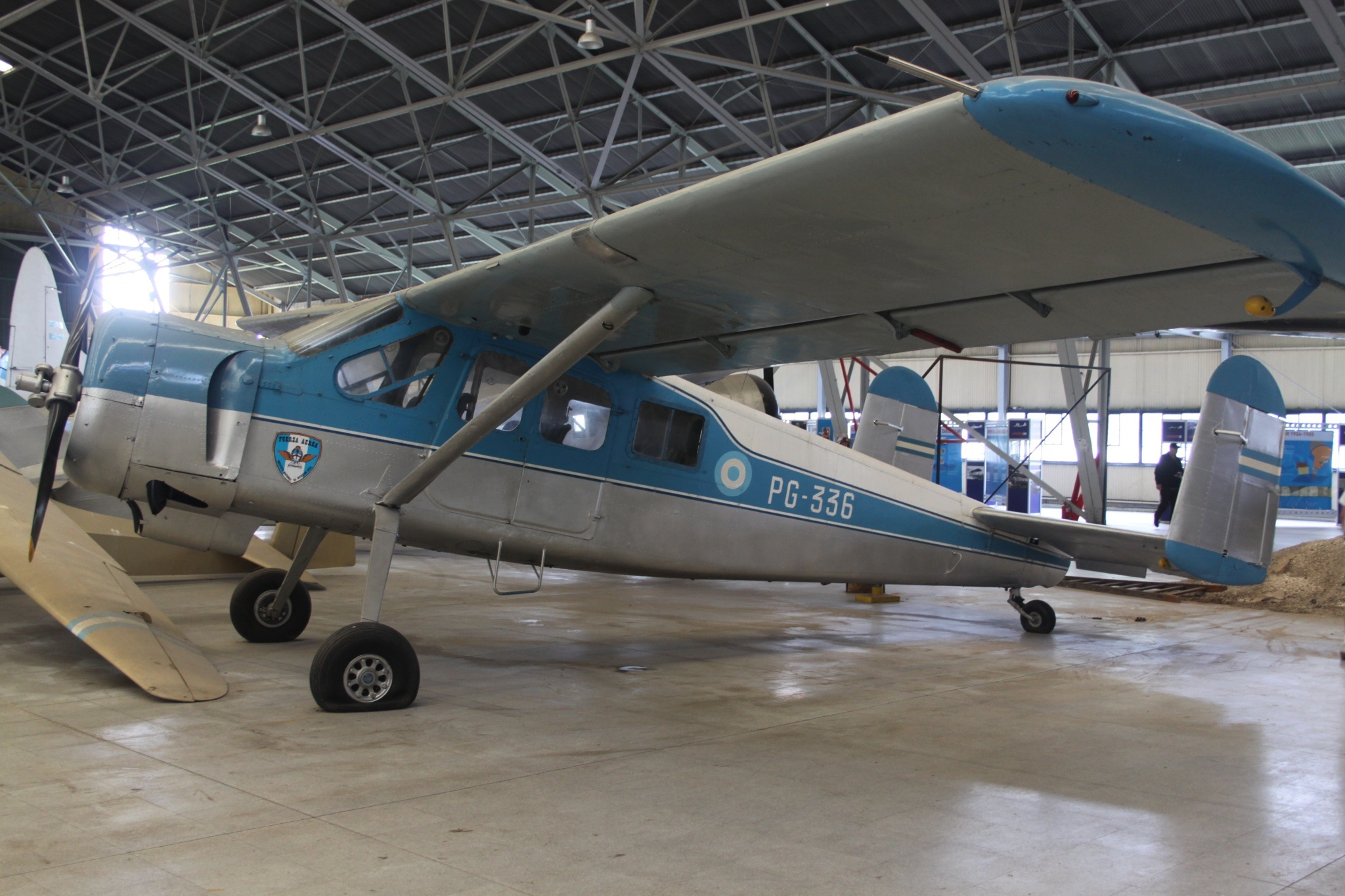
Max Holste 1521 Broussard
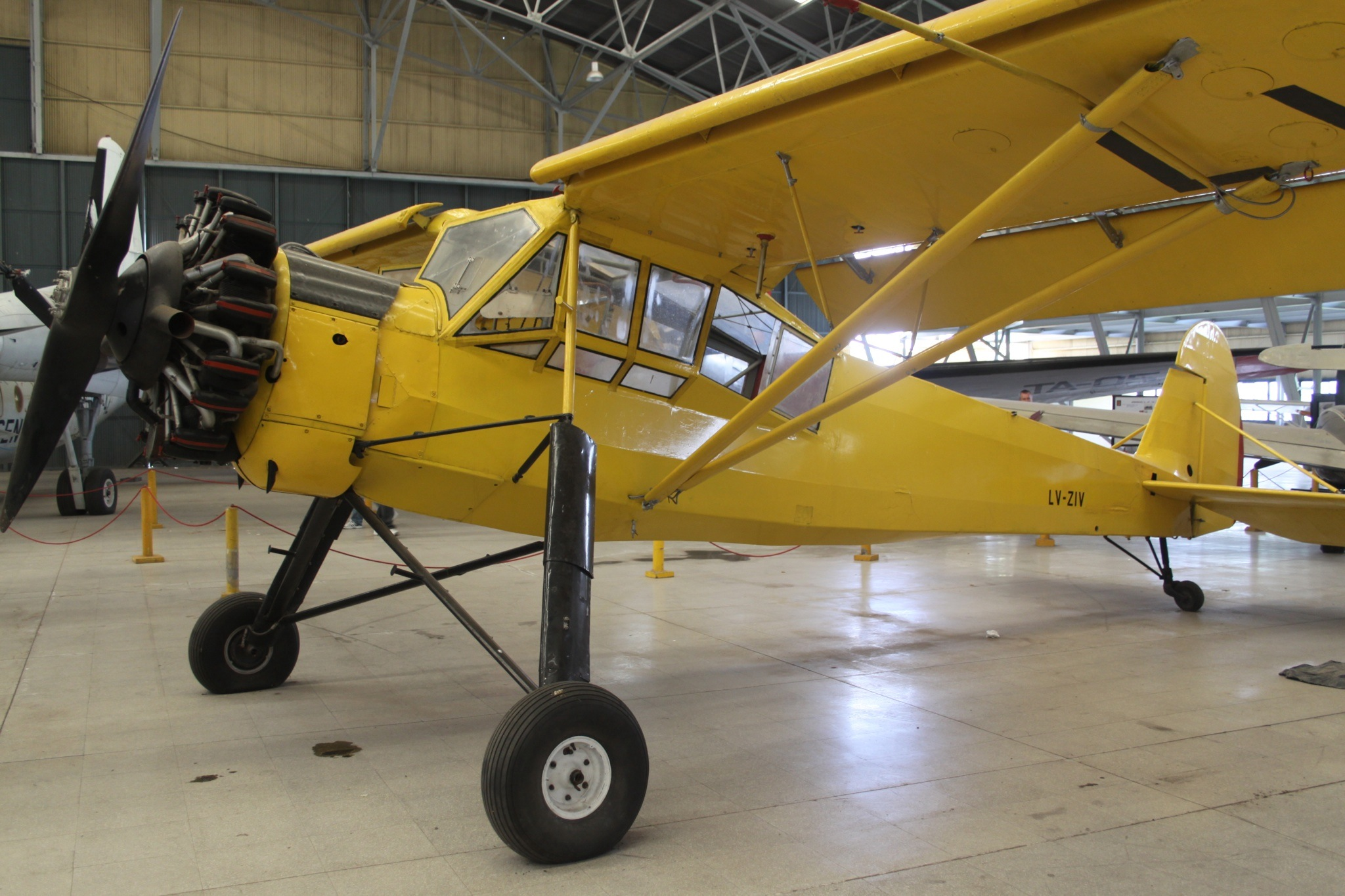
Morane-Saulnier MS.502 Criquet
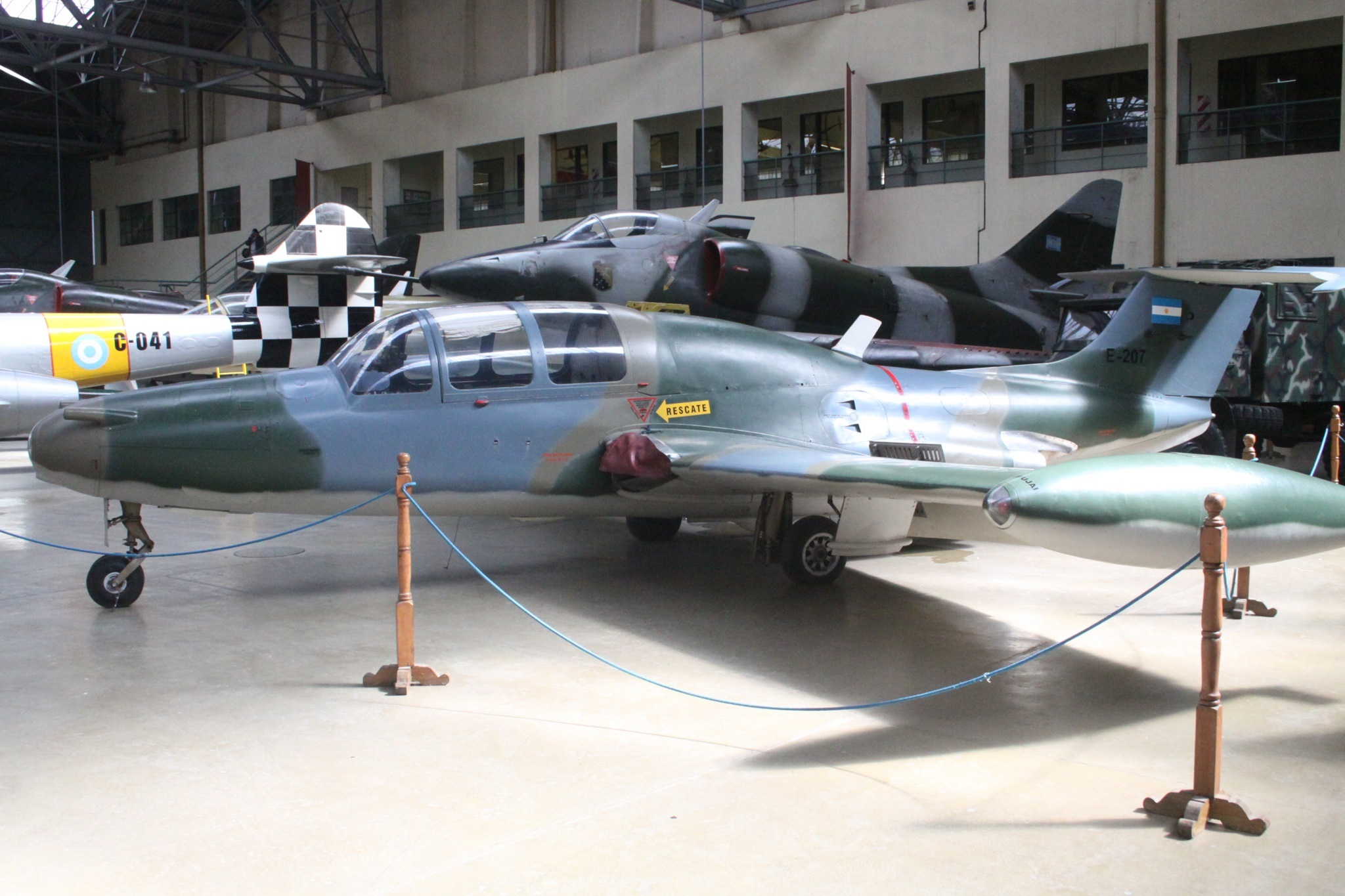
Morane-Saulnier Ms.760 Paris
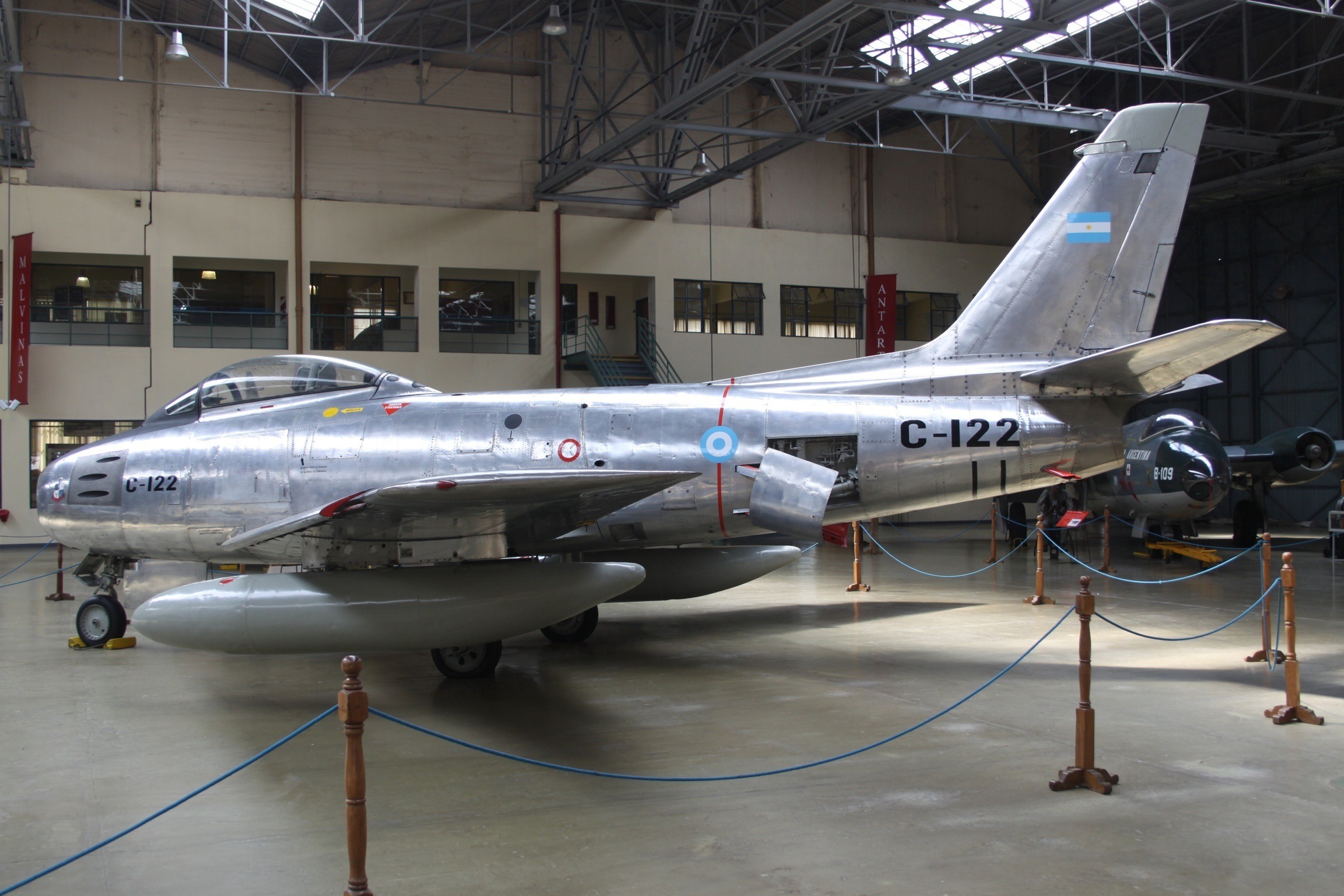
NA F-86 Sabre
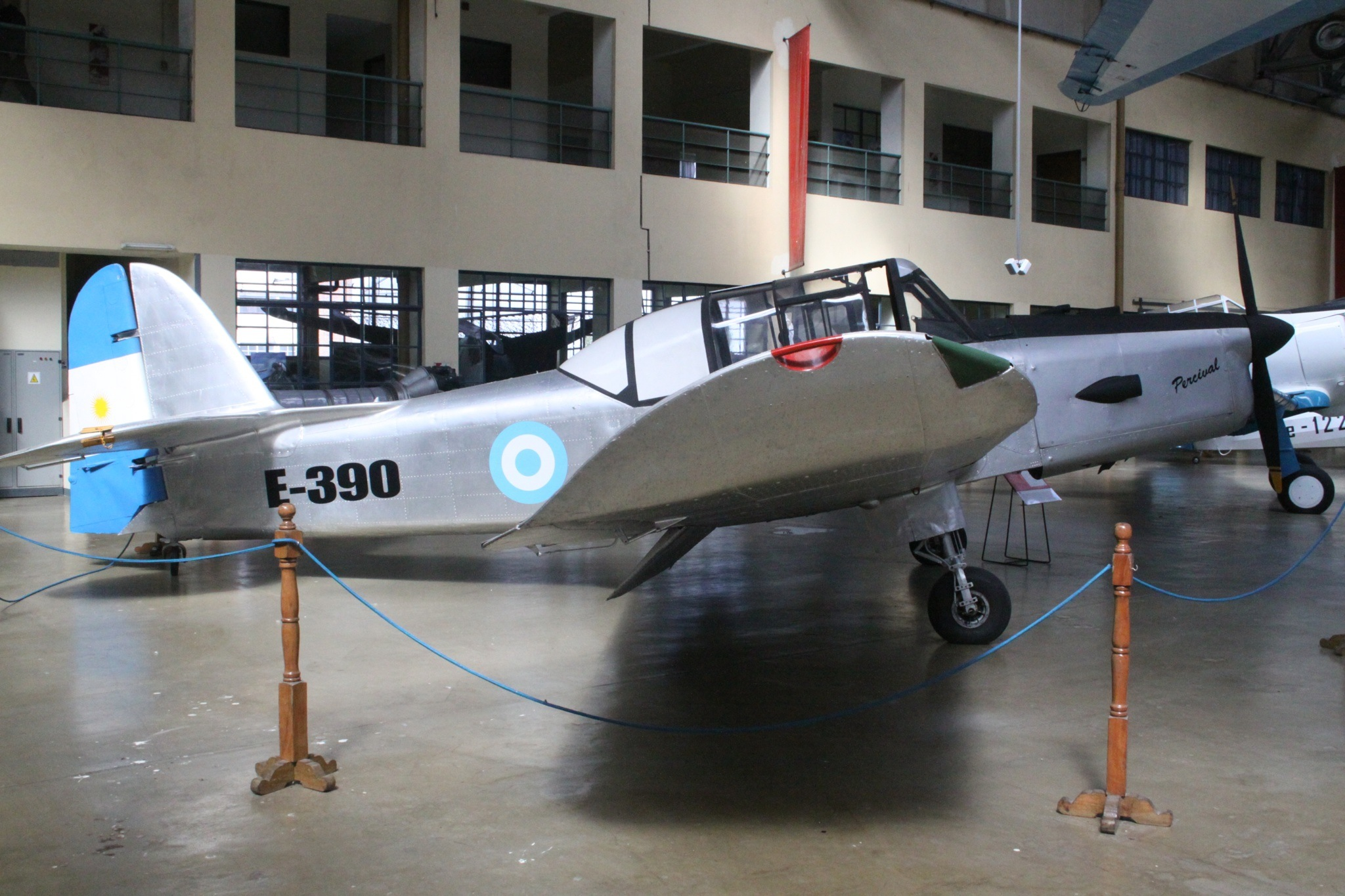
Percival Prentice T.1
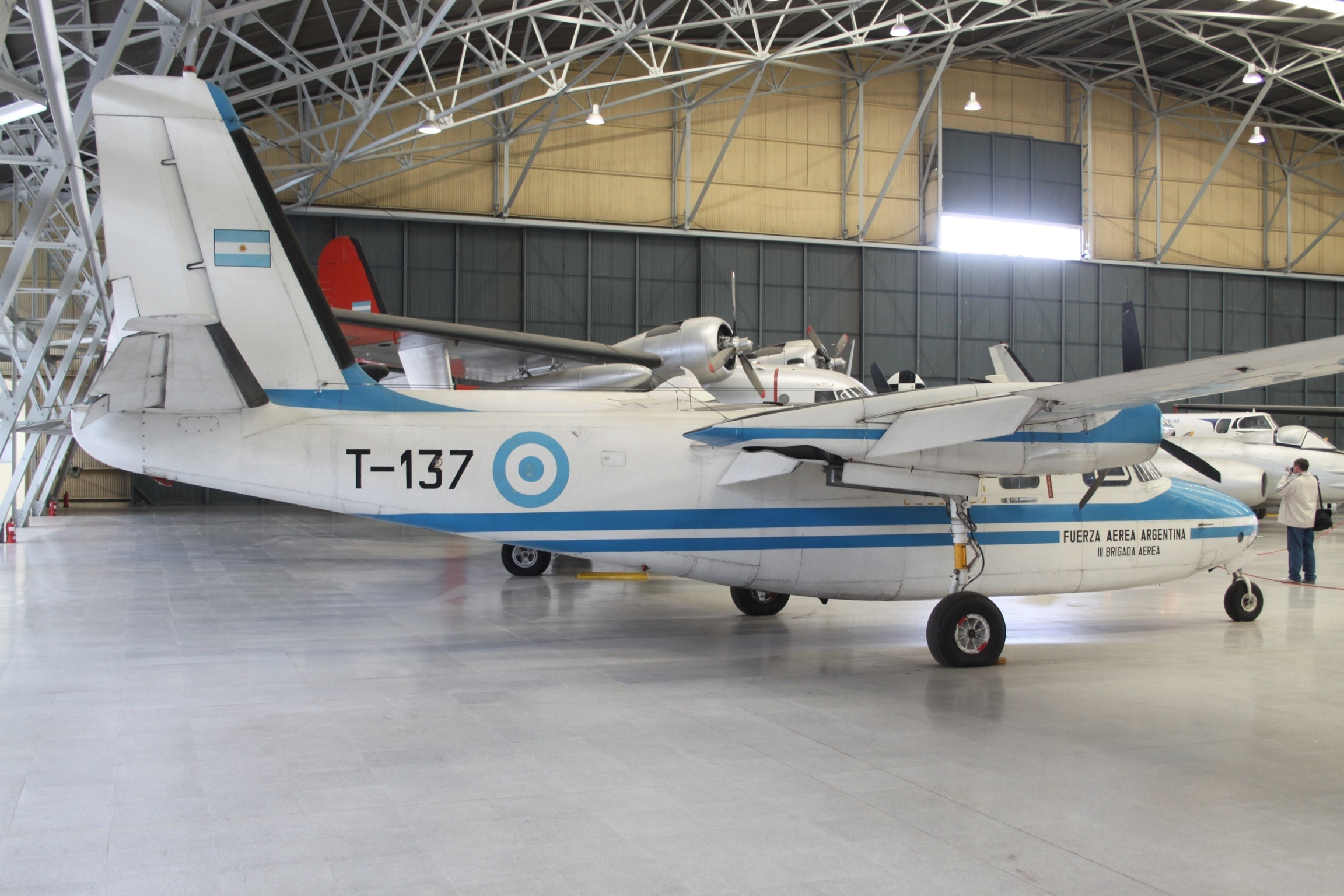
Rockwell Aero Commander 500
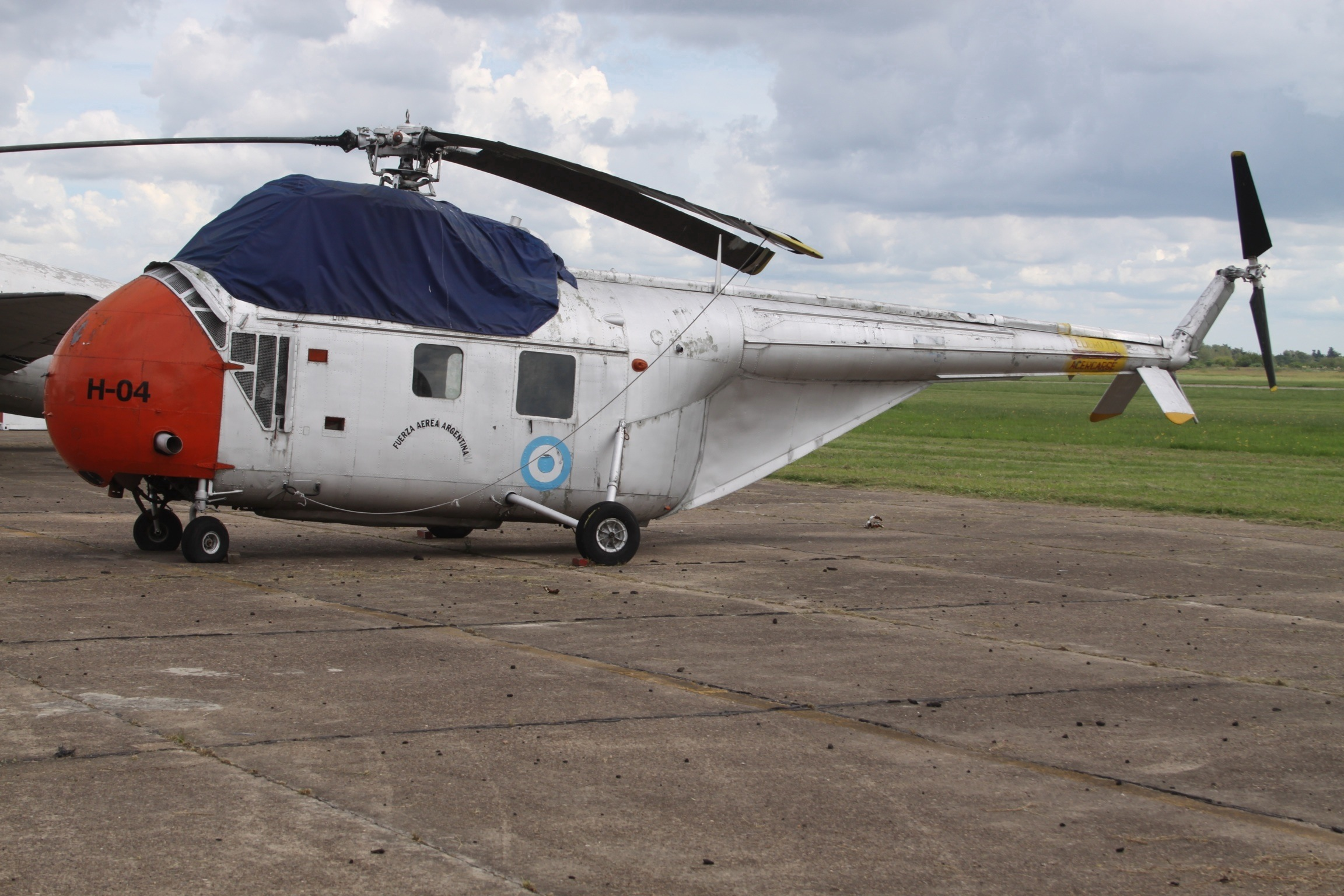
Sikorsky S-55 H-04
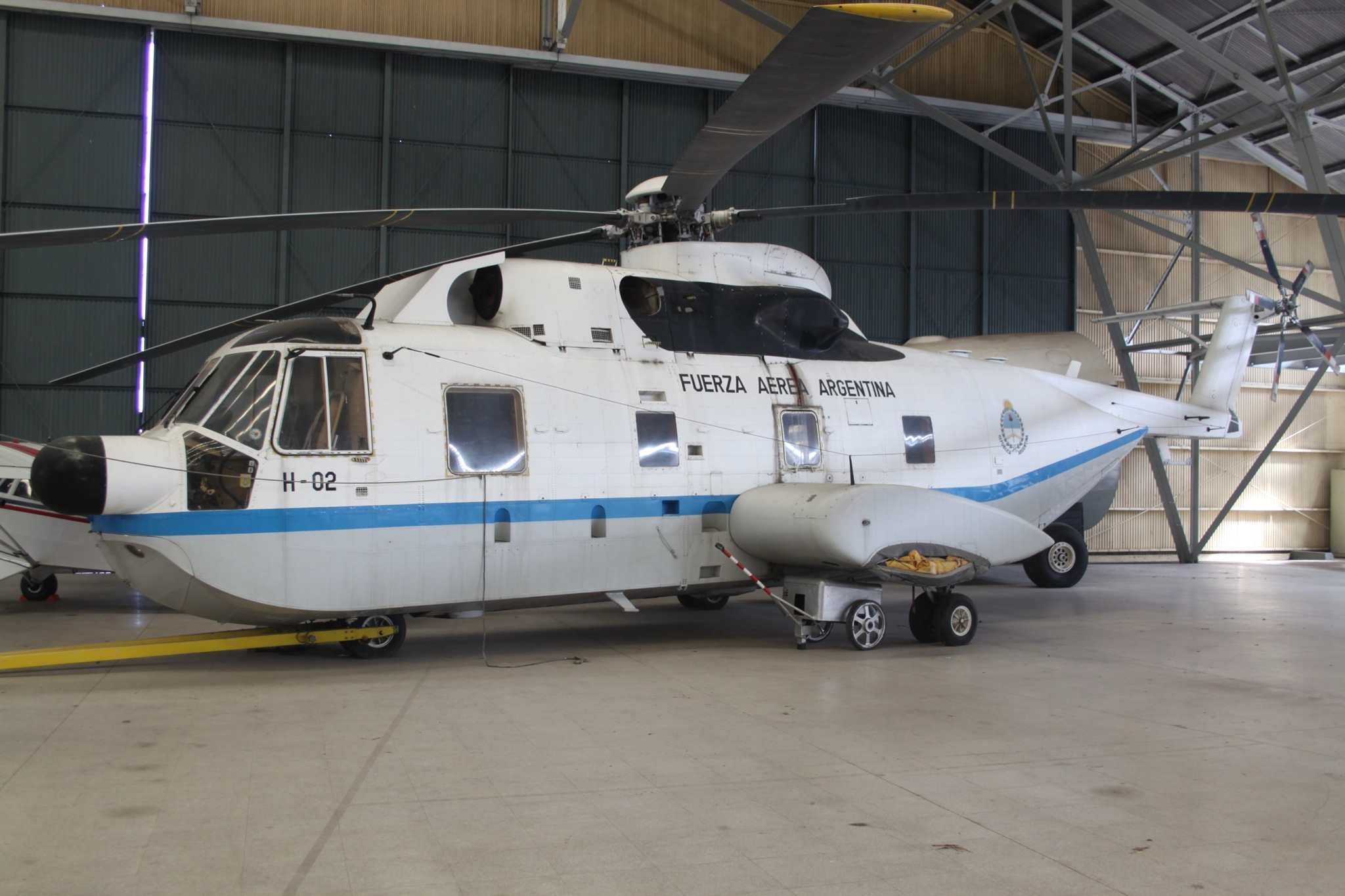
Sikorsky S-61 H-02
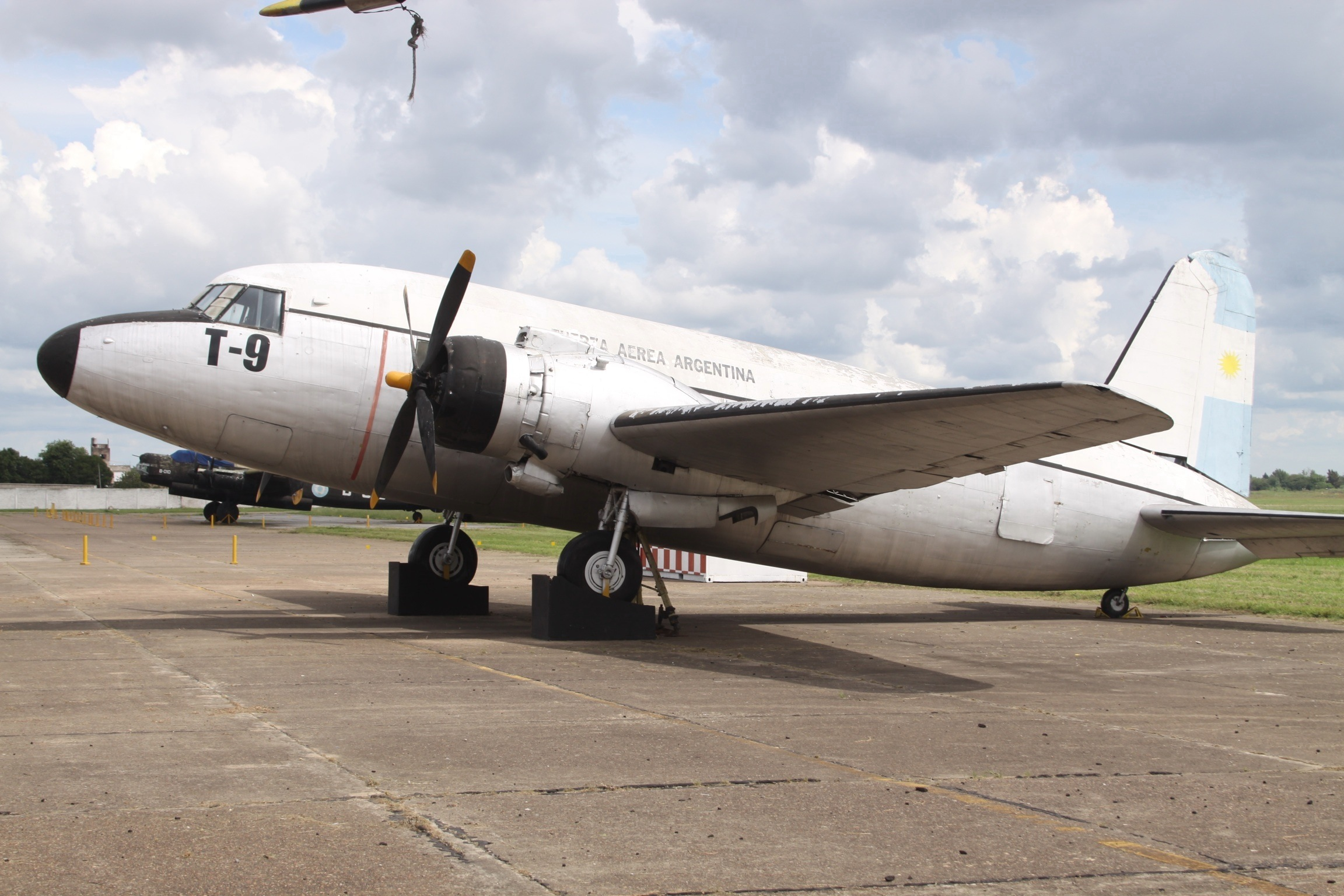
Vickers Viking